# Armorial de la maison Bonaparte
- il comporte peu ou pas de sources.

 (novembre 2018).
Cette page donne les armoiries (figures et blasonnements) des membres de la maison Bonaparte.

## Famille Bonaparte sous l'Ancien Régime
| Figure | Blasonnement |
| ------ | --- |
|        | Famille Bonaparte en Corse, De gueules à deux barres d'or accompagnées de deux étoiles du même, une en chef, l'autre en pointe. |

### Lucien Bonaparte
Lucien Bonaparte, né Luciano Buonaparte, (8 janvier 1718 - en Corse ✝ 15 octobre 1791- Rome), abbé et archidiacre de la cathédrale d'Ajaccio, il était l'oncle de Charles Bonaparte (père de Napoléon) et par conséquent grand-oncle de ce dernier.
| Figure | Blasonnement |
| ------ | --- |
|        | De gueules à deux barres d'or accompagnées de deux étoiles du même, une en chef, l'autre en pointe, avec les ornements extérieurs d'un archidiacre. |

### Joseph Marie Bonaparte
Joseph Marie Bonaparte, (31 mai 1713 - Ajaccio ✝ 13 décembre 1763- Ajaccio), il était le grand-père de Napoléon.
| Figure | Blasonnement                                                                                       |
| ------ | -------------------------------------------------------------------------------------------------- |
|        | De gueules à deux barres d'or accompagnées de deux étoiles du même, une en chef, l'autre en pointe |

### Maria-Saveria Paravisino
Maria-Saveria Paravisino (7 septembre 1717 - Ajaccio ✝ 1750- Ajaccio) était la grand-mère de Napoléon.
| Figure | Blasonnement         |
| ------ | -------------------- |
|        | Pas de blason connu. |

### Charles Bonaparte
Charles Marie Bonaparte, (27 mars 1746 - Ajaccio ✝ 24 février 1785- Montpellier), est assesseur (juge) à la juridiction d'Ajaccio. Il est le père de l'empereur des Français Napoléon Ier et plusieurs de ses autres enfants accédèrent au rang de souverains pendant le Premier Empire.
| Figure | Blasonnement                                                                                        |
| ------ | --------------------------------------------------------------------------------------------------- |
|        | De gueules à deux barres d'or accompagnées de deux étoiles du même, une en chef, l'autre en pointe. |

## Famille Bonaparte àSan Miniato
| Figure | Blasonnement |
| ------ | --- |
|        | Famille Bonaparte à San Miniato, descendance de Corrado Bonaparte, De gueules à deux bandes entre deux étoiles d'argent. On peut trouver les mêmes armes augmentées d'un chef d'azur à une croisette de gueules et deux fleurs de lis d'or entre les quatre pendants d'un lambel de gueules, - Sans doute portées par Jacopo Buonaparte, familier du pape Clément VII, témoin et auteur d'une relation du sac de Rome (1527) |
|        | Famille Bonaparte à San Miniato, descendance de Guido Bonaparte, D'azur à deux bandes entre deux étoiles d'argent. |

## Famille Bonaparte àFlorence
| Figure | Blasonnement |
| ------ | --- |
|        | Famille Bonaparte à Florence, Santa Maria Novella, D'azur au chevron d'or accompagné de trois étoiles à 6 raies de même, 2 et 1. |
|        | Famille Bonaparte à Florence, Santo Spirito, D'azur au chevron d'argent.                                                         |

## Maison Napoléon, depuis lePremier Empire

### Les Ramolino

#### Laetitia Ramolino, Bonaparte
Laetitia Bonaparte, née Maria Letizia Ramolino (24 août 1750 - Ajaccio ✝ 2 février 1836- Rome), Madame Mère.
| Figure | Blasonnement |
| ------ | --- |
|        | D'argent à un lion de sable, armé, animé et lampassé de gueules, gravissant une colline haute de sinople et soutenant un chêne du même. |
|        | D'azur à l'aigle d'or empiétant un foudre du même : le foudre chargé d'un médaillon ovale d'argent surchargé d'un L de sable.           |

#### Joseph Fesch
Joseph Fesch (3 janvier 1763 - Ajaccio ✝ 13 mai 1839 - Rome), demi-frère maternel de la précédente, archevêque de Lyon (1802), cardinal (1803), membre du Sénat conservateur (16 pluviôse an XIII), grand aumônier de l'Empire (2 février 1805), pair de France (2 juin 1815 (Cent-Jours)), comte de l'Empire (de facto, en tant que sénateur), prince de l'Empire (lettres patentes de 1807), ambassadeur à Rome, Légionnaire (9 vendémiaire an XII), puis grand officier (25 prairial an XII), puis grand aigle de la Légion d'honneur (13 pluviôse an XIII), grand collier de la Légion d'honneur, chevalier de l'ordre de l'Éperon d'or (par le pape Pie VII le 10 août 1802), chevalier de la Toison d'or (juillet 1805),
| Figure | Blasonnement |
| ------ | --- |
|        | Armes de la famille Fesch de Bâle : divisé en chevron d'azur à deux étoiles d'argent, sur or à une croix latine pattée de sable, le pied fendu en chevron ; au chevron de sable, brisé sur la division,. |
|        | Armes de grand aumônier de l'Empire, de comte et de sénateur en 1805 : Écu avec un franc-quartier d'azur, chargé d'un miroir d'or où se mire un serpent d'argent chargé d'un chiffre aux initiales, avec les insignes de comte-Sénateur (toque, lambrequins) et d'archevêque (crosse, mitre, croix patriarcale) et le chapeau cardinalice, grand aigle de la Légion d'honneur le 13 pluviôse an XIII |
|        | Armes de prince de l'Empire (« prince français ») avec le prédicat d'altesse sérénissime en 1807 : D'azur à l'aigle d'or empiétant un foudre du même, le foudre chargé d'un médaillon ovale d'argent, surchargé d'une F de sable. |

### Le trône

#### NapoléonIer
Napoléon Bonaparte, (15 août 1769 - Ajaccio ✝ 5 mai 1821- sur l'île de Sainte-Hélène), empereur des Français du 18 mai 1804 au 6 avril 1814 et du 20 mars 1815 au 22 juin 1815, roi d'Italie du 17 mars 1805 au 11 avril 1814, protecteur de la confédération du Rhin du 12 juillet 1806 au 19 octobre 1813, médiateur de la Confédération suisse du 19 février 1803 au 19 octobre 1813, souverain de l'île d'Elbe du 14 avril 1814 au 1er mars 1815, grands maîtres de la Légion d'honneur, grand maître de l'ordre de la Réunion, grand maître de l'ordre de la Couronne de fer, chevalier de l'ordre de la Toison d'or, grand dignitaire de l'ordre royal des Deux-Siciles.
| Figure | Blasonnement |
| ------ | --- |
|        | Empereur des Français, roi d'Italie, protecteur de la confédération du Rhin et médiateur de la Confédération suisse. D'azur à l'aigle impériale d'or, empiétant un foudre du même. La couronne, fermée et sommée d'un globe surmonté d'une croix recroisetée, utilise les aigles comme arceaux, intercalés entre des plumes stylisées. Le sceptre et la main de justice reproduisent les honneurs de Charlemagne utilisés pendant le sacre. Le grand collier de l'Ordre de la Légion d'honneur entoure l'écu. Le manteau de gueule, doublé d'hermines au naturel, semé d'abeilles d'or et frangé de même, porte un galon de sarments et de grappes. Les deux angles visibles du manteau montrent deux étoiles pentagrammiques d'or,. On trouve aussi une version arrondie de l'écu. |
|        | Armes du roi d'Italie à partir de 1805. Tiercé en pal : au I, coupé de gueules, à l'ombrellino (Pavillon pontifical) d'or chargée de deux clefs en sautoir du même (États pontificaux modifié) et d'azur à l'aigle d'argent couronné et armé d'or ou (Modène-Este), au II, d'argent à la guivre d'azur couronnée d'or engloutissant un enfant de carnation (Milan), au III, coupé, d'azur au lion de Saint-Marc ailé d'or, couronné du même (on trouve aussi coiffé d'une corne ducale de gueules) (Vénétie) et de gueules à la croix d'argent cantonnée en pointe à senestre d'une tour du même, au lambel d'azur brichant en chef, sur le tout d'or à Couronne de fer (« sommée » de six pièces), à la bordure de gueules chargée de huit anneaux d'argent (Lombardie). On trouve aussi une version arrondie de l'écu. D'or à Couronne de fer (« sommée » de six pièces), à la bordure de gueules chargée de huit anneaux d'argent. |
|        | Armes du souverain de l'île d'Elbe de 1814 à 1815. D'argent à la bande de gueule chargée de trois abeilles d'or. |

#### L'impératrice Marie-Louise
Marie-Louise Léopoldine de Habsbourg-Lorraine, (Vienne 12 décembre 1791 – Parme 17 décembre 1847), archiduchesse d'Autriche, princesse de Bohême et de Hongrie, impératrice des Français et reine d'Italie (1810-1814), duchesse souveraine de Parme, Plaisance et Guastalla (1816-1847).
| Figure | Blasonnement |
| ------ | --- |
|        | Impératrice des Français et reine d'Italie (1810-1814). Accolé de France et d'Autriche, qui est parti de deux traits ; au premier d'or au lion de gueules armé, lampassé et couronné d'azur ; au deuxième de gueules a la fasce d'argent ; au troisième d'or à la bande de gueules, chargée de trois alérions d'argent. Au manteau de gueules, semé d'abeilles d'or, frangé d'or, doublé d'hermines, à la couronne impériale sommée d'un globe surmonté d'une croix recroisetée, |
|        | Duchesse de Parme (1814–1847), Parti ; au 1 d'or à six fleurs de lys d'azur posées 3, 2, 1 ; au 2 d'argent à la croix pattée de gueules, cantonnée de quatre aigles de sable, becquées, lampassées, membrées et armées de gueules ; brochant sur le tout tiercé en pal ; au 1 d'or au lion de gueules couronné d'azur ; au 2 de gueules à la fasce d'argent ; au 3 d'or à la bande de gueules chargée de trois alérions d'argent.                                                |

#### Napoléon II
Napoléon II (20 mars 1811 - palais des Tuileries ✝ 22 juillet 1832 - palais de Schönbrunn), prince impérial (1811-1814), roi de Rome (1811-1814), prince de Parme (1814-1818), empereur des Français (de jure, 22 juin 1815 - 7 juillet 1815), duc de Reichstadt (22 juillet 1818 - 1832), grand collier de la Légion d'honneur,
| Figure | Blasonnement |
| ------ | --- |
|        | Roi de Rome : D'azur à l'aigle d'or empiétant un foudre du même. |
|        | Empereur des Français du 4 au 6 avril 1814 et du 22 juin au 7 juillet 1815 : D'azur à l'aigle impériale d'or, empiétant un foudre du même. La couronne, fermée et sommée d'un globe surmonté d'une croix recroisetée, utilise les aigles comme arceaux, intercalés entre des plumes stylisées. Le sceptre et la main de justice reproduisent les honneurs de Charlemagne utilisés pendant le sacre. Le grand collier de l'ordre de la Légion d'honneur entoure l'écu. Le manteau de gueules, doublé d'hermines au naturel, semé d'abeilles d'or et frangé de même, porte un galon de sarments et de grappes. Les deux angles visibles du manteau montrent deux étoiles pentagrammiques d'or,. |
|        | Prince de Parme du 11 avril 1814 au 10 juin 1817 : Parti ; au 1 d'or à six fleurs de lys d'azur posées 3, 2, 1 ; au 2 d'argent à la croix pattée de gueules, cantonnée de quatre aigles de sable, becquées, lampassées, membrées et armées de gueules ; brochant sur le tout tiercé en pal ; au 1 d'or au lion de gueules couronné d'azur ; au 2 de gueules à la fasce d'argent ; au 3 d'or à la bande de gueules chargée de trois alérions d'argent. |
|        | Duc de Reichstadt du 22 juillet 1818 au 22 juillet 1832 : De gueules à deux lions passants et une divise d'or, l'écu ovale tenu par deux griffons de sable et d'or tenant chacun une bannière de guerre aux armes. Chapeau et manteau ducaux. On trouve aussi : De gueules à la fasce d'or accompagnée deux léopards du second, l'un en chef, l'autre en pointe. |

### Joseph Bonaparte et sa succession

#### Joseph Bonaparte
Joseph Bonaparte (7 janvier 1768 - Corte ✝ 28 juillet 1844 - Florence), général de division (3 janvier 1806), grand dignitaire de l'Empire (Grand électeur, 12 pluviôse an XII), membre du Sénat conservateur (22 thermidor an XII), pair de France (2 juin 1815 (Cent-Jours)), prince français (18 mai 1804), roi de Naples (31 mars 1806 - 1808), roi des Espagnes et des Indes (7 juin 1808 - 13 juin 1813), grand officier (10 pluviôse an XIII), puis grand aigle de la Légion d'honneur (13 pluviôse an XIII), grand collier de la Légion d'honneur, chevalier de la Toison d'or (juillet 1805, puis grand maître de la branche espagnole de l'Ordre), fondateur et grand maître de l'ordre des Deux-Siciles (1806-1808), fondateur et grand maître de l'ordre royal d'Espagne (1808-1813),
Voir la correspondance entre le roi Joseph et son frère l'Empereur au sujet de ses armoiries.
| Figure | Blasonnement |
| ------ | --- |
|        | Roi de Naples de 1806 à 1808 Coupé : I, parti : a, d'azur, à deux cornes d'abondance d'or passées en sautoir (Labour) ; b, d'azur, à un dauphin contournée d'argent (alias une queue de poisson couronnée) (Otrante) ; II, d'or, à une triquêtre issante d'une tête de Mercure de carnation (Île de Sicile) ; sur-le-tout d'azur, à l'aigle d'or, la tête contournée, au vol abaissé, empiétant un foudre du même (de Napoléon). Grandes armoiries avec manteau napolitain. Gironné de 15 pèces : I, en forme de franc-quartier, d'or, à une triquêtre issante d'une tête de Mercure de carnation (Île de Sicile) ; II, d'or au cheval contouné et effaré de sable (de Naples (ancien)) ; 3, d'azur, à deux cornes d'abondance d'or, passées en sautoir (du Labour) ; IV, coupé en A d'azur à une comète d'argent chevelée d'or, en B d'argent à un vol d'azur ; V, d'or, à l'aigle de gueules, couronnée du champ, issante d'une fasce denchée et abaissée d'azur (de Basilicate) ; VI, d'argent, à la croix potencée de sable (de Basse-Calabre) ; VII, écartelé en sautoir d'or, à quatre pals de gueules et d'argent, à la croix potencée de sable (alias d'Aragon et de Basse-Calabre) (de Haute-Calabre) ; VIII, D'or, à quatre pals de gueules, au dauphin d'argent, plongeant vers la pointe, brochant sur-le-tout (d'Otrante) ; IX, écartelé en sautoir d'azur et d'argent, à la crosse d'or, brochante sur-le-tout (de Bari) ; IX, d'azur, à un Saint-Michel d'or, terrassant un diable de sable, sur une montagne à trois coupeaux du deuxième, issante de la pointe (de Capitanate) ; XI, de gueules, à une étoile à huit rais d'or, ceinte d'une couronne de feuillage du même (de Molise) ; XII, coupé de gueules, à la couronne à l'antique d'or, et d'argent. (de Haut-Principat) ; XIII, d'or, à la hure de sable, surmontée d'un joug de gueules (des Basses-Abruzzes) ; XIV, d'azur, à l'aigle d'argent, surmontant une montagne d'or, issante de la pointe (des Hautes-Abruzzes) ; XV, de gueules accompagnée de deux croisettes alesées le tout d'argent ; sur-le-tout d'azur, à l'aigle d'or, la tête contournée, au vol abaissé, empiétant un foudre du même (de Napoléon) dans son pavillon de gueules. |
|        | Roi d'Espagne de 1808 à 1813 Parti de un et coupé de deux : en I, de gueules au château d'or ouvert et ajouré d'azur, en II, d'argent au lion de gueules armé, lampassé et couronné d'or, en III d'or à quatre pals de gueules, en IV de gueules aux chaînes d'or posées en orle, en croix et en sautoir, chargées en cœur d'une émeraude au naturel, en VI d'argent à une pomme grenade de gueules, tigée et feuilleté de sinople et en VI d'azur, de gueules au vieux et nouveau monde d'or entre les colonnes d'Hercule d'argent ; sur le tout un écu oval d'azur, à l'aigle d'or, la tête contournée, au vol abaissé, empiétant un foudre du même (de Napoléon). Grandes armoiries |

#### Julie Clary
Julie Clary (26 décembre 1791 - Marseille ✝ 7 avril 1845 - Florence), épouse de Joseph Bonaparte, reine consort de Naples (31 mars 1806) - (5 juillet 1808), reine consort d'Espagne (7 juin 1808) - (13 juin 1813).
| Figure | Blasonnement |
| ------ | --- |
|        | Reine de Naples de 1806 à 1808 Accolé du roi de Naples et de Clary :Coupé : I, parti : a, d'azur, à deux cornes d'abondance d'or passées en sautoir (Labour) ; b, d'azur, à un dauphin contourné d'argent (alias une queue de poisson couronnée) (Otrante) ; II, d'or, à une triquêtre issante d'une tête de Mercure de carnation (Île de Sicile) ; sur-le-tout d'azur, à l'aigle d'or, la tête contournée, au vol abaissé, empiétant un foudre du même (de Napoléon à l'aigle d'or, la tête contournée, au vol abaissé, empiétant un foudre du même et celui de Clary, d'or à l'aigle éployée de sable, membrée, becquée et liée de gueules, au chef d'azur chargé d'un soleil d'or.[réf. nécessaire] |
|        | Reine d'Espagne de 1808 à 1813 Deux écus accolés : parti de un et coupé de deux : en 1, de gueules au château d'or ouvert et ajouré d'azur, en 2, d'argent au lion de gueules armé, lampassé et couronné d'or, en 3 d'or à quatre pals de gueules, en 4 de gueules aux chaînes d'or posées en orle, en croix et en sautoir, chargées en cœur d'une émeraude au naturel, en 5 d'argent à une pomme grenade de gueules, tigée et feuilleté de sinople et en 6 d'azur, et de gueules aux vieux et nouveau monde d'or entre les colonnes d'Hercule d'argent ; sur le tout de d'azur, à l'aigle d'or, la tête contournée, au vol abaissé, empiétant un foudre du même et celui de Clary, d'or à l'aigle éployée de sable, membrée, becquée et liée de gueules, au chef d'azur chargé d'un soleil d'or.[réf. nécessaire] |

#### Zénaïde Bonaparte
Zénaïde Bonaparte (8 juillet 1801 - Paris ✝ 3 février 1854 - Naples), fille de Joseph Bonaparte et de Julie Clary, princesse française et altesse impériale (1804), infante d'Espagne (1808 à 1813), seconde princesse de Canino et Musigano à la suite de son mariage avec le prince Charles-Lucien Bonaparte, son cousin germain (fils de Lucien, frère de Napoléon Ier) en 1822.
| Figure | Blasonnement |
| ------ | --- |
|        | Armes de la princesse française en 1804 : D'azur à l'aigle impériale d'or, empiétant un foudre du même. |
|        | Armes d'infante d'Espagne : Blason losangé Parti de un et coupé de deux : en I, de gueules au château d'or ouvert et ajouré d'azur, en II, d'argent au lion de gueules armé, lampassé et couronné d'or, en III d'or à quatre pals de gueules, en IV de gueules aux chaînes d'or posées en orle, en croix et en sautoir, chargées en cœur d'une émeraude au naturel, en VI d'argent à une pomme grenade de gueules, tigée et feuilleté de sinople et en VI d'azur, le vieux et nouveau monde d'or entre les colonnes d'Hercule d'argent ; sur le tout un écu oval d'azur, à l'aigle d'or, la tête contournée, au vol abaissé, empiétant un foudre du même (de Napoléon). Ces armoiries sont imaginaires (composition probable mais non sourcée). |
|        | Armes de la princesse de Canino en 1822 : Écu éliptique, de gueules à deux barres d'or accompagnées de deux étoiles du même, une en chef, l'autre en pointe couronne de prince romain à l'antique, manteau de gueules doublé d'hermine. |

#### Charlotte Bonaparte
Charlotte Bonaparte (31 octobre 1802 - Paris ✝ 3 mars 1839 - Sarzana), fille de Joseph Bonaparte et de Julie Clary, princesse française et altesse impériale (1804), infante d'Espagne (1808 à 1813), elle épousa le prince Napoléon Louis Bonaparte, son cousin germain (fils de Louis Bonaparte ex-roi de Hollande et de Hortense de Beauharnais. Neveu de l'ex-vice-roi d'Italie Eugène de Beauharnais et de la grande-duchesse Stéphanie de Bade.
| Figure | Blasonnement |
| ------ | --- |
|        | Armes de la princesse française en 1804 : D'azur à l'aigle impériale d'or, empiétant un foudre du même. |
|        | Armes dinfante d'Espagne : Blason losangé Parti de un et coupé de deux : en I, de gueules au château d'or ouvert et ajouré d'azur, en II, d'argent au lion de gueules armé, lampassé et couronné d'or, en III d'or à quatre pals de gueules, en IV de gueules aux chaînes d'or posées en orle, en croix et en sautoir, chargées en cœur d'une émeraude au naturel, en VI d'argent à une pomme grenade de gueules, tigée et feuilleté de sinople et en VI d'azur, le vieux et nouveau monde d'or entre les colonnes d'Hercule d'argent ; sur le tout un écu oval d'azur, à l'aigle d'or, la tête contournée, au vol abaissé, empiétant un foudre du même (de Napoléon). Ces armoiries sont imaginaires (composition probable mais non sourcée). |

### Lucien Bonaparte et sa succession

#### Lucien Bonaparte
Lucien Bonaparte (21 mars 1775 - Ajaccio ✝ 29 juin 1840 - Viterbe), sénateur (Constitution du 16 thermidor an X (2 août 1802)) et pair de France (2 juin 1815 (Cent-Jours)), faisant de Lucien, ipso facto un comte de l'Empire (sans lettres patentes ni armoiries), prince (romain) de Canino (18 août 1814), prince français (1815 : Cent-Jours), prince (romain) de Musignano (21 mars 1824), prince (romain) Bonaparte (1837), grand officier de la Légion d'honneur (10 pluviôse an XII,).
| Figure | Blasonnement |
| ------ | --- |
|        | De gueules à deux barres d'or accompagnées de deux étoiles à six rais du même, une en chef, l'autre en pointe. |
|        | 1er prince romain de Canino en 1814, de Musignano en 1824 Écu elliptique, de gueules à deux barres d'or accompagnées de deux étoiles du même, une en chef, l'autre en pointe couronne de prince romain à l'antique, manteau de gueules doublé d'hermine, Légion d'honneur. |
|        | Le 2 juin 1815, pair de France, faisant de Lucien, ipso facto un comte de l'Empire et prince français,. (Néanmoins il demeure exclu de la succession impériale pour cause de mariage non autorisé par l'empereur).                                                         |

#### Christine Boyer
Marie Anne Christine Boyer (3 juillet 1771 - Saint-Maximin-la-Sainte-Baume ✝ 14 mai 1800 - Paris), est la fille de Pierre André Boyer et de Rosalie Fabre, 1re épouse de Lucien Bonaparte. elle décède à la suite d'une mauvaise grossesse.
| Figure | Blasonnement         |
| ------ | -------------------- |
|        | Pas de blason connu. |

#### Filistine Charlotte Bonaparte
Filistine Charlotte Bonaparte (22 février 1795 - Saint-Maximin-la-Sainte-Baume ✝ 6 mai 1865 - Rome), fille aînée de Lucien Bonaparte et Christine Boyer, princesse française et altesse impériale (1815), puis Princesse Bonaparte en 1853 (Altesse), épouse en 1815 Mario Gabrielli, 3e prince de Prossedi.
| Figure | Blasonnement |
| ------ | --- |
|        | De gueules à deux barres d'or accompagnées de deux étoiles du même, une en chef, l'autre en pointe.                                      |
|        | Armes de la princesse française en 1815 : D'azur à l'aigle impériale d'or, empiétant un foudre du même.                                  |
|        | Princesse Bonaparte, à partir de 1853 : D'azur à l'aigle impériale d'or, empiétant un foudre du même, manteau impérial, couronne royale. |

#### Christine-Égypta Bonaparte
Christine-Égypta Bonaparte (19 octobre 1798 - Paris ✝ 19 mai 1847 - Rome), seconde fille de Lucien Bonaparte et Christine Boyer, princesse française et altesse impériale (1815), puis princesse Bonaparte en 1853 (Altesse), alliée en 1818 à Arvid comte Posse, chambellan à la cour de Suède puis en 1824 à Lord Dudley Coutts Stuart, député à la Chambre des communes.
| Figure | Blasonnement                                                                                            |
| ------ | --- |
|        | De gueules à deux barres d'or accompagnées de deux étoiles du même, une en chef, l'autre en pointe.     |
|        | Armes de la princesse française en 1815 : D'azur à l'aigle impériale d'or, empiétant un foudre du même. |

#### Alexandrine de Bleschamp
Alexandrine Jacob de Bleschamps (23 novembre 1778 - Calais ✝ 13 juillet 1855 - Senigallia), fille de Charles Jacob de Bleschamps et de Philiberte Bouvet, seconde épouse de Lucien Bonaparte.
| Figure | Blasonnement |
| ------ | --- |
|        | Pas de blason connu. |
|        | Armes de la princesse de Canino en 1814 : Écu elliptique, de gueules à deux barres d'or accompagnées de deux étoiles du même, une en chef, l'autre en pointe couronne de prince romain à l'antique, manteau de gueules doublé d'hermine. |

#### Charles-Lucien Bonaparte
Charles-Lucien Jules Laurent Bonaparte (24 mai 1803 - Paris ✝ 29 avril 1857 - Paris), fils aîné de Lucien Bonaparte et Alexandrine Jacob de Bleschamps, prince français et altesse impériale (1815), (Altesse), second prince romain de Canino, de Musignano en 1840, puis prince Bonaparte en 1853, il épousa le 29 juin 1822, à Bruxelles sa cousine Zénaïde Bonaparte, fille de Joseph Bonaparte.
| Figure | Blasonnement |
| ------ | --- |
|        | De gueules à deux barres d'or accompagnées de deux étoiles du même, une en chef, l'autre en pointe. |
|        | Armes du prince français en 1815 : D'azur à l'aigle impériale d'or, empiétant un foudre du même. |
|        | Second prince romain de Canino, de Musignano, à partir de 1840 Écu elliptique, de gueules à deux barres d'or accompagnées de deux étoiles du même, une en chef, l'autre en pointe couronne de prince romain à l'antique, manteau de gueules doublé d'hermine. |
|        | Prince Bonaparte, à partir de 1853 : D'azur à l'aigle impériale d'or, empiétant un foudre du même, manteau impérial, couronne royale. |

#### Joseph-Lucien Bonaparte
Joseph-Lucien Bonaparte (12 février 1824 - Philadelphie ✝ 2 septembre 1865 - Rome), fils aîné de Charles-Lucien Bonaparte et Zénaïde Bonaparte, troisième prince romain de Canino, de Musignano en 1857, puis prince Bonaparte en 1853.
| Figure | Blasonnement |
| ------ | --- |
|        | De gueules à deux barres d'or accompagnées de deux étoiles du même, une en chef, l'autre en pointe. |
|        | Troisième prince romain de Canino, de Musignano, à partir de 1857 Écu elliptique, de gueules à deux barres d'or accompagnées de deux étoiles du même, une en chef, l'autre en pointe couronne de prince romain à l'antique, manteau de gueules doublé d'hermine. |
|        | Prince Bonaparte, à partir de 1853 : D'azur à l'aigle impériale d'or, empiétant un foudre du même, manteau impérial, couronne royale. |

#### Lucien-Louis Bonaparte
Lucien Louis Joseph Napoleon Bonaparte (15 novembre 1828 - Rome ✝ 19 novembre 1895 - Rome), fils de Charles-Lucien Bonaparte et Zénaïde Bonaparte, quatrième prince romain de Canino, de Musignano en 1865, puis prince Bonaparte en 1853, au consistoire du 13 mars 1868, il fut créé cardinal-prêtre de Santa Pudenziana par Pie IX, opta pour le titre de cardinal de San Lorenzo in Lucina en 1879.
| Figure | Blasonnement |
| ------ | --- |
|        | De gueules à deux barres d'or accompagnées de deux étoiles du même, une en chef, l'autre en pointe. |
|        | Quatrième prince romain de Canino, de Musignano, à partir de 1865 Écu elliptique, de gueules à deux barres d'or accompagnées de deux étoiles du même, une en chef, l'autre en pointe couronne de prince romain à l'antique, manteau de gueules doublé d'hermine. |
|        | Prince Bonaparte, à partir de 1853 : D'azur à l'aigle impériale d'or, empiétant un foudre du même, manteau impérial, couronne royale. |
|        | Cardinal à partir de 1868 Écu elliptique, d'azur à l'aigle impériale d'or à la couronne impériale, empiétant un foudre du même. |

#### Napoléon Charles Bonaparte
Napoléon Charles Bonaparte (5 février 1839 - Rome ✝ 11 février 1899 - Rome), fils de Charles-Lucien Bonaparte et Zénaïde Bonaparte, cinquième prince romain de Canino, de Musignano en 1895, puis prince Bonaparte en 1853, prince (romain) en 1860, allié à la princesse Cristina Ruspoli en 1859, officier de la Légion d'honneur (31 mai 1871), médaille commémorative de l'expédition du Mexique (1862).
| Figure | Blasonnement |
| ------ | --- |
|        | De gueules à deux barres d'or accompagnées de deux étoiles du même, une en chef, l'autre en pointe |
|        | Cinquième prince romain de Canino, de Musignano, à partir de 1895 Écu elliptique, de gueules à deux barres d'or accompagnées de deux étoiles du même, une en chef, l'autre en pointe couronne de prince romain à l'antique, manteau de gueules doublé d'hermine. |
|        | Prince Bonaparte, à partir de 1853 : D'azur à l'aigle impériale d'or, empiétant un foudre du même, manteau impérial, couronne royale. |

#### Lætitia Bonaparte
Lætitia Bonaparte (1er décembre 1804 - Milan ✝ 15 mars 1871 - Viterbe), fille de Lucien Bonaparte et Alexandrine de Bleschamp, princesse française (1815), princesse Bonaparte en 1853, alliée à Thomas Wyse, homme politique et un diplomate irlandais en 1821.
| Figure | Blasonnement |
| ------ | --- |
|        | De gueules à deux barres d'or accompagnées de deux étoiles du même, une en chef, l'autre en pointe |
|        | Armes de la princesse française en 1815 : D'azur à l'aigle impériale d'or, empiétant un foudre du même. |
|        | Armoiries d'alliance Bonaparte-Wyse, à partir de 1821 accolé de Wyse qui est : De sable à 3 chevrons d'hermine, et l'écu de l'Empire sur le tout couronnée d'une couronne royale, lui-même brisé sur le tout du tout de l'écu des Bonaparte, support 2 lions contournés de gueules semés de larmes d'argent, cimié un lion de même tenant un masse d'argent issant un tortil de sable et d'argent, devises : Gloria mea fides et sapere aude.. |
|        | Princesse Bonaparte, à partir de 1853 : D'azur à l'aigle impériale d'or, empiétant un foudre du même, manteau impérial, couronne royale. |

#### Marie-Lætitia Bonaparte-Wyse
Marie-Lætitia Bonaparte-Wyse (25 avril 1831 - Waterford ✝ 6 février 1902 - Paris), fille de John Hodgson Studholm et Lætitia Bonaparte, alliée à Urbano Rattazzi premier ministre du royaume d'Italie en 1862.
| Figure | Blasonnement |
| ------ | --- |
|        | Écartelé I et V : De sable à 3 chevrons d'hermine, II et III d'azur à l'aigle impériale d'or, empiétant un foudre du même, manteau impérial, couronne royale. |

#### Jeanne Bonaparte
Jeanne Bonaparte (22 juillet 1807 - Rome ✝ 22 septembre 1829 - Jesi), seconde fille de Lucien Bonaparte et Alexandrine de Bleschamp, princesse française et altesse impériale (1815), alliée en 1825 à Honoré marquis Honorati.
| Figure | Blasonnement                                                                                           |
| ------ | --- |
|        | De gueules à deux barres d'or accompagnées de deux étoiles du même, une en chef, l'autre en pointe     |
|        | Armes de la princesse françaiseen 1815 : D'azur à l'aigle impériale d'or, empiétant un foudre du même. |

#### Paul Bonaparte
Paul Bonaparte (19 février 1809 - Canino ✝ 7 septembre 1827 - golfe de Nauplie), fils de Lucien Bonaparte et Alexandrine de Bleschamp, prince français et altesse impériale (1815).
| Figure | Blasonnement                                                                                       |
| ------ | -------------------------------------------------------------------------------------------------- |
|        | De gueules à deux barres d'or accompagnées de deux étoiles du même, une en chef, l'autre en pointe |
|        | Armes du prince français en 1815 : D'azur à l'aigle impériale d'or, empiétant un foudre du même.   |

#### Louis-Lucien Bonaparte
Louis-Lucien Bonaparte, (4 janvier 1813 - Thorngrove ✝ 3 novembre 1891 - Fano), fils de Lucien Bonaparte et Alexandrine de Bleschamp, prince français et altesse impériale (1815), Prince Bonaparte en 1853, député puis sénateur du Second Empire, grand officier puis grand-croix de la Légion d'honneur en 1863.
| Figure | Blasonnement |
| ------ | --- |
|        | De gueules à deux barres d'or accompagnées de deux étoiles du même, une en chef, l'autre en pointe                                    |
|        | Armes du prince français en 1815 : D'azur à l'aigle impériale d'or, empiétant un foudre du même.                                      |
|        | Prince Bonaparte, à partir de 1853 : D'azur à l'aigle impériale d'or, empiétant un foudre du même, manteau impérial, couronne royale. |

#### Pierre-Napoléon Bonaparte
Pierre-Napoléon Bonaparte (11 octobre 1815 - Rome ✝ 7 avril 1881 - Versailles), cinquième fils de Lucien Bonaparte et Alexandrine de Bleschamp, prince Bonaparte en 1853, alliée à Éléonore-Justine Ruffin.
| Figure | Blasonnement |
| ------ | --- |
|        | De gueules à deux barres d'or accompagnées de deux étoiles du même, une en chef, l'autre en pointe                                    |
|        | Prince Bonaparte, à partir de 1853 : D'azur à l'aigle impériale d'or, empiétant un foudre du même, manteau impérial, couronne royale. |

#### Antoine Bonaparte
Antoine Bonaparte (30 octobre 1816 - Rome ✝ 27 mars 1877 - Florence), sixième fils de Lucien Bonaparte et Alexandrine de Bleschamp, alliée à Anna-Maria Cardinali en 1839, élu député de l'Yonne en 1849, il vécut assez retiré sous l'Empire : il n'avait pas été compris sur la liste des princes ayant rang à la cour.
| Figure | Blasonnement                                                                                       |
| ------ | -------------------------------------------------------------------------------------------------- |
|        | De gueules à deux barres d'or accompagnées de deux étoiles du même, une en chef, l'autre en pointe |

#### Marie-Alexandrine Bonaparte
Marie-Alexandrine Bonaparte (10 octobre 1818 - Pérouse ✝ 20 août 1874 - Florence), troisième fille de Lucien Bonaparte et Alexandrine de Bleschamp, prince Bonaparte en 1853, alliée en 1836 à Vincenzo Valentini, comte di Laviano.
| Figure | Blasonnement |
| ------ | --- |
|        | De gueules à deux barres d'or accompagnées de deux étoiles du même, une en chef, l'autre en pointe                                                      |
|        | Armoiries d'alliance de la comtesse de Liviano en 1836 : Accollé de Valentini (d'azur à un soleil d'or soutenus par trois épis de blé) et de Bonaparte. |
|        | Princesse Bonaparte, à partir de 1853 : D'azur à l'aigle impériale d'or, empiétant un foudre du même, manteau impérial, couronne royale.                |

#### Vincenzo Valentini
Vincenzo Valentini (5 avril 1808 - Canino ✝ 10 juillet 1858 - Porretta Terme), Comte di Liviano, alliée en 1836 à Marie-Alexandrine Bonaparte, homme politique italien.
| Figure | Blasonnement                                                                        |
| ------ | ----------------------------------------------------------------------------------- |
|        | Armes du Comte de Liviano : D'azur à un soleil d'or soutenus par trois épis de blé. |

#### Constance Bonaparte
Constance Bonaparte (30 janvier 1823 - Bologne ✝ 5 septembre 1876 - Rome), quatrième fille de Lucien Bonaparte et Alexandrine de Bleschamp, princesse Bonaparte en 1853, abbesse du couvent du Sacré-Cœur à Rome.
| Figure | Blasonnement |
| ------ | --- |
|        | De gueules à deux barres d'or accompagnées de deux étoiles du même, une en chef, l'autre en pointe                                                |
|        | Princesse Bonaparte, à partir de 1853 : D'azur à l'aigle impériale d'or, empiétant un foudre du même, manteau impérial, couronne royale.          |
|        | Abbesse du couvent du Sacré-Cœur à Rome Ecu oval d'azur à l'aigle impériale d'or, empiétant un foudre du même, manteau impérial, couronne royale. |

#### Roland Bonaparte
Roland Napoléon Bonaparte (19 mai 1858 - Paris ✝ 14 avril 1924 - Paris), fils de Pierre-Napoléon Bonaparte et Éléonore-Justine Ruffin, sixième et dernier prince romain de Canino, de Musignano en 1899, puis prince Bonaparte en 1853, allié à Marie-Félix Blanc en 1880, président de la Société de géographie de 1910 à sa mort et, en 1907, membre de l'Académie des sciences, dont il devient président en 1919.
| Figure | Blasonnement |
| ------ | --- |
|        | De gueules à deux barres d'or accompagnées de deux étoiles du même, une en chef, l'autre en pointe |
|        | Sixième et dernier prince romain de Canino, de Musignano, à partir de 1899 Ecu éliptique, de gueules à deux barres d'or accompagnées de deux étoiles du même, une en chef, l'autre en pointe couronne de prince romain à l'antique, manteau de gueules doublé d'hermine. |
|        | Prince Bonaparte, à partir de 1853 : D'azur à l'aigle impériale d'or, empiétant un foudre du même, manteau impérial, couronne royale. |

#### Jeanne Bonaparte
Jeanne Bonaparte (25 septembre 1861 - abbaye d'Orval (Villers-devant-Orval) ✝ 25 juillet 1910 - Paris), fille de Pierre Bonaparte et de Éléonore-Justine Ruffin, « princesse Bonaparte » , puis marquise de Villeneuve-Esclapon par son mariage avec Christian de Villeneuve-Esclapon, député de la Corse.
| Figure | Blasonnement |
| ------ | --- |
|        | De gueules à deux barres d'or accompagnées de deux étoiles du même, une en chef, l'autre en pointe |
|        | Princesse Bonaparte, à partir de 1861 : D'azur à l'aigle impériale d'or, empiétant un foudre du même, manteau impérial, couronne royale. |
|        | D'après un crochet de châtelaine armorié, conservé au musée national des châteaux de Malmaison et de Bois-Préau : Accollé de Villeneuve qui est : De gueules fretté de six lances d'or, entresemé de petits écussons du même, et sur le tout un écusson d'azur chargé d'une fleur de lys d'or et de Napoléon : D'azur à l'aigle impériale d'or, empiétant un foudre du même. |

### Louis Bonaparte et sa succession

#### Louis Bonaparte
Louis Bonaparte (2 septembre 1778 - Ajaccio ✝ 25 juillet 1846 - Livourne), général de brigade (1803), général de division (1804), prince français (1804), grand dignitaire de l'Empire (connétable de l'Empire, 12 pluviôse an XII), roi de Hollande (1806-1810), grand aigle de la Légion d'honneur (13 pluviôse an XIII), grand collier de la Légion d'honneur, chevalier de la Toison d'or (juillet 1805), fondateur et grand maître de l'ordre de l'Union (1806-1810), pair de France (2 juin 1815 (Cent-Jours),
| Figure | Blasonnement |
| ------ | --- |
|        | Roi de Hollande de 1806 à 1810 1806: Armoiries temporaires De gueules, au lion d'or couronné du même, tenant dans sa patte dextre un faisceau de sept flèches d'argent, pointées et empennées d'or, et dans sa patte sénestre, une épée d'argent, garnie d'or (Provinces-Unies). |
|        | Roi de Hollande de 1806 à 1810 Ecartelé : I et IV, de gueules, au lion d'or couronné du même, tenant dans sa patte dextre un faisceau de sept flèches d'argent, pointées et empennées d'or, et dans sa patte sénestre, une épée d'argent, garnie d'or (Provinces-Unies) ; II et III, d'azur, à l'aigle d'or, la tête contournée, au vol abaissé, empiétant un foudre du même (de Napoléon). - 1806/1808 - 1808/1810 |

#### Napoléon Louis Charles Bonaparte
Napoléon Louis Charles Bonaparte (10 octobre 1802 - Paris ✝ 5 mai 1807 - La Haye), est le fils aîné du roi de Hollande Louis Bonaparte et d'Hortense de Beauharnais, Prince français et altesse impériale (1804), prince royal de Hollande (1806), il est mort dans sa cinquième année de la diphtérie.
| Figure | Blasonnement |
| ------ | --- |
|        | Armes du prince français en 1804 : D'azur à l'aigle impériale d'or, empiétant un foudre du même. |
|        | Armes du prince royal de Hollande en 1804 : Ecartelé : I et IV, de gueules, au lion d'or couronné du même, tenant dans sa patte dextre un faisceau de sept flèches d'argent, pointées et empennées d'or, et dans sa patte sénestre, une épée d'argent, garnie d'or (Provinces-Unies) ; II et III, d'azur, à l'aigle d'or, la tête contournée, au vol abaissé, empiétant un foudre du même (de Napoléon). |

#### Napoléon Louis Bonaparte
Napoléon Louis Bonaparte (11 octobre 1804 - Paris ✝ 17 mars 1831 - Forlì), est le deuxième fils du roi de Hollande Louis Bonaparte et d'Hortense de Beauharnais, prince français et altesse impériale (1804), prince royal de Hollande (1806), il porte le titre de grand-duc de Berg de 1809 à 1815 puis de roi de Hollande du 1er au 13 juillet 1810, date à laquelle son oncle Napoléon Ier annexa les Pays-Bas.
| Figure | Blasonnement |
| ------ | --- |
|        | Armes du prince français en 1804 : D'azur à l'aigle impériale d'or, empiétant un foudre du même. |
|        | Armes du prince royal de Hollande en 1804 : Ecartelé : I et IV, de gueules, au lion d'or couronné du même, tenant dans sa patte dextre un faisceau de sept flèches d'argent, pointées et empennées d'or, et dans sa patte sénestre, une épée d'argent, garnie d'or (Provinces-Unies) ; II et III, d'azur, à l'aigle d'or, la tête contournée, au vol abaissé, empiétant un foudre du même (de Napoléon).          |
|        | Armes du grand-duc de Berg et de Clèves de 1809 à 1815 : Parti : au I, d'argent au lion léopardé de gueules, armé, lampassé et couronné d'azur (Berg) ; au II, de gueules aux rais d'escarboucle, pommetés et fleuronnés d'or de huit pièces (Clèves). Sur le tout, d'azur à l'aigle d'or empiétant un foudre du même, la tête contournée (disparition de l'ancre par rapport au blason de Joachim Murat).        |
|        | Armes du roi de Hollande du 1er au 13 juillet 1810 : Ecartelé : I et IV, de gueules, au lion d'or couronné du même, tenant dans sa patte dextre un faisceau de sept flèches d'argent, pointées et empennées d'or, et dans sa patte sénestre, une épée d'argent, garnie d'or (Provinces-Unies) ; II et III, d'azur, à l'aigle d'or, la tête contournée, au vol abaissé, empiétant un foudre du même (de Napoléon). |

#### Louis-Napoléon Bonaparte/Napoléon III
Louis-Napoléon Bonaparte (20 avril 1808 - Paris ✝ 9 janvier 1873 - Chislehurst), est le troisième fils du roi de Hollande Louis Bonaparte et d'Hortense de Beauharnais, prince français et altesse impériale (1808), prince royal de Hollande (1808), il est le neveu de Napoléon Ier et devient héritier présomptif du trône impérial après les morts successives de son frère aîné Napoléon Louis en 1831 et du duc de Reichstadt (Napoléon II, roi de Rome) en 1832. Il est proclamé empereur des Français sous le nom de Napoléon III le 2 décembre 1852.
| Figure | Blasonnement |
| ------ | --- |
|        | Armes du prince français en 1808 : D'azur à l'aigle impériale d'or, empiétant un foudre du même. |
|        | Armes du prince royal de Hollande en 1808 : Ecartelé : I et IV, de gueules, au lion d'or couronné du même, tenant dans sa patte dextre un faisceau de sept flèches d'argent, pointées et empennées d'or, et dans sa patte sénestre, une épée d'argent, garnie d'or (Provinces-Unies) ; II et III, d'azur, à l'aigle d'or, la tête contournée, au vol abaissé, empiétant un foudre du même (de Napoléon). |
|        | Armes de Napoléon III, empereur des Français de 1852 à 1870 : D'azur à l'aigle impériale d'or, empiétant un foudre du même On trouve aussi une version avec heaume de l'écu. |

##### L'impératrice Eugénie
Eugénie de Montijo (5 mai 1826 - Grenade, Espagne ✝ 11 juin 1920 - Madrid, Espagne), impératrice des Français, marquise d'Ardales, marquise de Moya, comtesse de Teba, comtesse de Montijo.
| Figure | Blasonnement |
| ------ | --- |
|        | Armes de l'impératrice des Français de 1852 à 1870 : Accolé de l'Empire français et parti, en 1 parti : en 1 parti : d'or, à trois troncs de gueules posés en bande, en 2 d'or, à trois fasces d'azur, chargées chacune de trois croisettes évidées d'argent (qui est et Rebolledo de Palafox) ; en 2 : échiqueté d'azur et d'or, à la bordure componée de Castille et de Léon (qui est de Portocarrero) ; en 2 : d'argent, au sautoir d'azur, au chef d'azur, chargé de trois coussins d'or (qui est de Kirkpatrick of Clossburne),. |

##### Napoléon IV
Napoléon IV (16 mars 1856 - Paris ✝ 1er juin 1879 - Ulundi, Afrique du Sud), prince impérial - comte de Pierrefonds, grand collier de la Légion d'honneur.
| Figure | Blasonnement                                                                         |
| ------ | ------------------------------------------------------------------------------------ |
|        | Armes du prince impérial en 1856 : D'azur à l'aigle d'or empiétant un foudre du même |

### Jérôme Bonaparte et sa succession

#### Jérôme Bonaparte
Jérôme Bonaparte (9 novembre 1784 - Ajaccio ✝ 24 juin 1860 - château de Vilgénis, Massy), capitaine de vaisseau (1805), contre-amiral (1806), général de division (14 mars 1807), pair de France (2 juin 1815 (Cent-Jours)), maréchal de France (1er janvier 1805), prince français (1806), roi de Westphalie (1807-1813), prince de Montfort (par son beau-père, le roi de Wurtemberg, juillet 1816), 1er prince impérial (1852), grand aigle de la Légion d'honneur septembre 1806 (1805), grand dignitaire l'ordre de la Couronne de fer, fondateur et grand maître de l'ordre de la Couronne de Westphalie (1809-1814), chevalier de la Toison d'or (1809 (par son frère Joseph), de la Couronne de Saxe, de Saint-André de Russie (1807), de Saint-Joseph de Wurtzbourg, médaille militaire, médaille de Sainte-Hélène,
| Figure | Blasonnement |
| ------ | --- |
|        | Armes du roi de Westphalie de 1807 à 1809 : Écartelé : I, de gueules au cheval effaré d'argent arnaché d'or (de Westphalie) (Basse-Saxe) ; II, contre-écartelé, 1 de gueules à deux léopards d'or, 2 d'or, au chef de sable, chargé d'une étoile à six rais d'argent (comté de Ziegenhain (de)), 3 d'or, au chef de sable, chargé de deux étoiles à six rais d'argent (de Nidda), 4, d'or au léopard lionné de gueules, armé, lampassé et couronné d'azur (de Katzenelnbogen), sur-le-tout d'azur au lion burelé d'argent et de gueules et couronné d'or (de Hesse) ; III gironné de gueules et d'argent de seize pièces, sur le tout d'or au lion de gueules ; IV, contre-écartelé, 1 de gueules, à deux léopards d'or (de Brunswick), 2 d'or, au lion de gueules, armé, lampassé et couronné d'azur (de Diepholt), 3 d'or, semé de cœurs de gueules, au lion d'azur, armé et lampassé du deuxième, brochant sur le tout (de Lunebourg), 4 de gueules, au lion d'or (Lauterberg) ; sur le tout d'azur à l'aigle d'or, la tête contournée, au vol abaissé, empiétant un foudre du même (de Napoléon), grand collier de la Légion d'honneur,. |
|        | Armes du roi de Westphalie de 1809 à 1813 : Écartelé : I, de gueules au cheval effaré d'argent arnaché d'or (de Westphalie) (Basse-Saxe) ; II, contre-écartelé, 1 de gueules à deux léopards d'or, 2 d'or, au chef de sable, chargé d'une étoile à six rais d'argent (comté de Ziegenhain (de)), 3 d'or, au chef de sable, chargé de deux étoiles à six rais d'argent (de Nidda), 4, d'or au léopard lionné de gueules, armé, lampassé et couronné d'azur (de Katzenelnbogen), sur-le-tout d'azur au lion burelé d'argent et de gueules et couronné d'or (de Hesse) ; III gironné de gueules et d'argent de seize pièces, sur le tout d'or au lion de gueules ; IV, contre-écartelé, 1 de gueules, à deux léopards d'or (de Brunswick), 2 d'or, au lion de gueules, armé, lampassé et couronné d'azur (de Diepholt), 3 d'or, semé de cœurs de gueules, au lion d'azur, armé et lampassé du deuxième, brochant sur le tout (de Lunebourg), 4 de gueules, au lion d'or (Lauterberg) ; sur le tout d'azur à l'aigle d'or, la tête contournée, au vol abaissé, empiétant un foudre du même (de Napoléon), grand collier de la Légion d'honneur, ordre de la Couronne de Westphalie. Le 25 décembre 1809, Jérôme Bonaparte crée l'ordre de la Couronne de Westphalie sur avis de Napoléon Ier destiné à récompenser les services militaires et civils : - il s'empressa d'ajouter cet ordre dans les armoiries du Royaume. |
|        | Armes du prince de Monfort, à partir de 1816 Parti, I) d'argent à la bannière ecclésiastique (gonfanon) de gueules frangée et attachée à trois anneaux d'or (ancien comté de Monfort) ; II) coupé a) d'or à la ramure de cerf de sable, b) aussi d'or au lion léopardé de sable lampassé de gueules. Heaume grillé d'or avec couronne ouverte, lambrequin de gueules et d'argent comme cimier : une barrière d'argent, ondoyante portant peinte la bannière de gueules des Monforts. Support deux lions de sable lampassés de gueules, la queue fourchue. Manteau de pourpre, doublé d'hermine sortant d'une couronne ducale (à la germanique : bonnet de gueules, etc.). |
|        | Armes du maréchal de France, à partir de 1850 Héritier présomptif à partir de 1852 Il reprit ses armes de roi de Westphalie, et les posa sur deux batons de marechal de France |

#### Catherine de Wurtemberg
Catherine de Wurtemberg (21 février 1783 - Saint-Pétersbourg ✝ 29 novembre 1835 - Lausanne), épouse de Jérôme Bonaparte, princesse française, reine de Westphalie (1807-1813), princesse de Montfort juillet 1816.
| Figure | Blasonnement |
| ------ | --- |
|        | Armes de la princesse de Wurtemberg, à partir de 1805 : Parti au 1 d'or, à trois demi ramures de cerf de sable, qui est de Wurtemberg et au 2 d'or aux trois lions passant de sable, qui est de Souabe. |
|        | Armes de la reine de Westphalie, à partir de 1807 : Deux écus accolés : Ecartelé : I, de gueules au cheval effaré d'argent arnaché d'or (de Westphalie) (Basse-Saxe) ; II, contre-écartelé, 1 de gueules à deux léopards d'or, 2 d'or, au chef de sable, chargé d'une étoile à six rais d'argent (de Ziegenhain (de)), 3 d'or, au chef de sable, chargé de deux étoiles à six rais d'argent (de Nidda), 4, d'or au léopard lionné de gueules, armé, lampassé et couronné d'azur (de Katzenellenbogen), sur-le-tout d'azur au lion burelé d'argent et de gueules et couronné d'or (de Hesse) ; III gironné de gueules et d'argent de seize pièces, sur le tout d'or au lion de gueules ; IV, contre-écartelé, 1 de gueules, à deux léopards d'or (de Brunswick), 2 d'or, au lion de gueules, armé, lampassé et couronné d'azur (de Diepholt), 3 d'or, semé de cœurs de gueules, au lion d'azur, armé et lampassé du deuxième, brochant sur le tout (de Lunebourg), 4 de gueules, au lion d'or (Lauterberg) ; sur le tout d'azur à l'aigle d'or, la tête contournée, au vol abaissé, empiétant un foudre du même (de Napoléon) et celui de Wurtemberg, parti au 1 d'or, à trois demi ramures de cerf de sable, qui est de Wurtemberg et au 2 d'or aux trois lions passant de sable, qui est de Souabe.[réf. nécessaire] |
|        | Armes de la princesse de Monfort, à partir de 1816 : Deux écus accolés : Parti, I) d'argent à la bannière ecclésiastique (gonfanon) de gueules frangée et attachée à trois anneaux d'or (ancien comté de Monfort) ; II) coupé a) d'or à la ramure de cerf de sable, b) aussi d'or au lion léopardé de sable lampassé de gueuleset celui de Wurtemberg, parti au 1 d'or, à trois demi ramures de cerf de sable, qui est de Wurtemberg et au 2 d'or aux trois lions passant de sable, qui est de Souabe.[réf. nécessaire] |

#### Jérôme Napoléon Charles Bonaparte
Jérôme Napoléon Charles Bonaparte (24 août 1814 - Trieste ✝ 12 mai 1847 - Florence), fils de Jérôme Bonaparte et de Catherine de Wurtemberg, prince de Montfort et prince du royaume de Wurtemberg.
| Figure | Blasonnement |
| ------ | --- |
|        | Armes du prince de Monfort Parti, I) d'argent à la bannière ecclésiastique (gonfanon) de gueules frangée et attachée à trois anneaux d'or (ancien comté de Monfort) ; II) coupé a) d'or à la ramure de cerf de sable, b) aussi d'or au lion léopardé de sable lampassé de gueules. Heaume grillé d'or avec couronne ouverte, lambrequin de gueules et d'argent comme cimier : une barrière d'argent, ondoyante portant peinte la bannière de gueules des Monforts. Support deux lions de sable lampassés de gueules, la queue fourchue. Manteau de pourpre, doublé d'hermine sortant d'une couronne ducale (à la germanique : bonnet de gueules, etc.). |

#### Mathilde Bonaparte
Mathilde Bonaparte (27 mai 1820 - Trieste ✝ 2 janvier 1904 - Paris), fille de Jérôme Bonaparte et de Catherine de Wurtemberg, fut nommée princesse française et princesse Toscano-russe, princesse de San Donato, alliée à Anatole Demidoff en 1840.
| Figure | Blasonnement                                                                                            |
| ------ | --- |
|        | De gueules à deux barres d'or accompagnées de deux étoiles du même, une en chef, l'autre en pointe      |
|        | Armoiries d'alliance de la princesse de San Donato en 1840 : Accollé de Demidoff et de Bonaparte.       |
|        | Armes de la princesse Mathilde en 1847 : M couronné de la couronne impériale.                           |
|        | Armes de la princesse française en 1852 : D'azur à l'aigle impériale d'or, empiétant un foudre du même. |

#### Anatole Demidoff
Anatole Nicolaïevitch Demidoff (5 avril 1813 - Saint-Pétersbourg ✝ 29 avril 1870 - Paris), deuxième fils du comte Nicolas Demidoff et Élisabeth Alexandrovna Stroganoff, comte Demidoff 1828, 1er prince de San Donato, par Léopold II de Toscane en 1840, industriel et mécène russe, allié à Mathilde Bonaparte en 1840.
| Figure | Blasonnement |
| ------ | --- |
|        | Armes du comte Demidoff en 1828 : coupé d'argent sur sable, à une fasce d'or brochant sur le coupé ; l'argent chargé de trois chevrons diminués et alésés de sinople, rangés en fasce ; le sable chargé d'un maillet d'argent emmanché au naturel. Timbre : casque morné de nouvel ennobli, sommé d'une palme d'argent. Lambrequins : sinople sur argent. |
|        | Armes du prince de San Donato en 1840 : Écartelé au 1) et au 4 : de gueules à la fleur de lys de Florence d'argent au 2 et 3 d'argent à la croix de gueules, à la croix pâtée de sable, sur le tout des Demidoff. |

#### Napoléon Joseph Charles Paul Bonaparte
Napoléon Joseph Charles Paul Bonaparte (9 septembre 1822 - Trieste ✝ 17 mars 1891 - Rome), prince Napoléon, prince de Montfort, comte de Meudon et comte de Moncalieri est le deuxième fils de Jérôme Bonaparte et de Catherine de Wurtemberg, prince français et altesse impériale (1852), La mort inattendue et non moins héroïque du prince impérial, unique fils légitime de Napoléon III, en Afrique du Sud en 1879, fait de lui en principe le chef de la maison impériale, mais les bonapartistes se rallient majoritairement à son fils aîné Victor (1862-1926), au demeurant désigné comme son successeur par le prince impérial. Le père, appelé Napoléon V par ses partisans, et le fils s'opposent alors durement l'un à l'autre.
| Figure | Blasonnement |
| ------ | --- |
|        | Prince de Monfort Parti, I) d'argent à la bannière ecclésiastique (gonfanon) de gueules frangée et attachée à trois anneaux d'or (ancien comté de Monfort) ; II) coupé a) d'or à la ramure de cerf de sable, b) aussi d'or au lion léopardé de sable lampassé de gueules. Heaume grillé d'or avec couronne ouverte, lambrequin de gueules et d'argent comme cimier : une barrière d'argent, ondoyante portant peinte la bannière de gueules des Monforts. Support deux lions de sable lampassés de gueules, la queue fourchue. Manteau de pourpre, doublé d'hermine sortant d'une couronne ducale (à la germanique : bonnet de gueules, etc.). |
|        | Succession bonapartiste de 1879 à 1891 D'azur à l'aigle impériale d'or, empiétant un foudre du même. |

#### Marie-Clotilde de Savoie
Marie-Clotilde de Savoie (2 mars 1843 - Turin ✝ 25 juin 1911 - Moncalieri), princesse d'Italie, fille aînée de Victor-Emmanuel II de Savoie (1820-1878), duc de Savoie, prince de Piémont, roi de Sardaigne (1849-1861) puis d'Italie (1861-1878) et de Marie-Adélaïde de Habsbourg-Lorraine (1822-1855), épouse de Napoléon Joseph Charles Paul Bonaparte.
| Figure | Blasonnement                                                                                             |
| ------ | --- |
|        | Princesse d'Italie De gueules à la croix d'argent.                                                       |
|        | Épouse du prétendant au trône impérial de France de 1879 à 1891 Accolé de l'Empire français et de Savoie |

#### Victor Napoléon/Napoléon V
Victor Napoléon (18 juillet 1862 - Paris ✝ 3 mai 1926 - Bruxelles), prince Napoléon, est le fils de Napoléon (Jérôme) Bonaparte et de Clotilde de Savoie-Carignan.
| Figure | Blasonnement                                                                                         |
| ------ | --- |
|        | Succession bonapartiste de 1879 à 1926 D'azur à l'aigle impériale d'or, empiétant un foudre du même. |

#### Clémentine de Belgique
Clémentine de Belgique (30 juillet 1872 - château de Laeken - Bruxelles ✝ 8 mars 1955 - Nice), princesse de Belgique, est la fille cadette du roi Léopold II et de la reine née Marie-Henriette de Habsbourg-Lorraine, épouse de Victor Napoléon.
| Figure | Blasonnement |
| ------ | --- |
|        | Princesse de Belgique De sable, au lion d'or, armé et lampassé de gueules, chargé sur l'épaule d'un écusson burelé d'or et de sable de dix pièces au crancelin ou couronne de rue de sinople, brochant en bande sur le tout. |
|        | Impératrice des Français de jure de 1910 à 1926[réf. nécessaire] Accolé de l'Empire français et de Belgique |

#### Louis Napoléon/Napoléon VI
Louis Bonaparte (23 janvier 1914 - Bruxelles ✝ 3 mai 1997 - Genolier), prince Napoléon, fils de Victor Napoléon et de Clémentine de Belgique, chef de la maison impériale de 1926 à 1997.
Dans son testament, il désigne son petit-fils Jean-Christophe et non son fils aîné, Charles, comme nouveau prétendant bonapartiste au trône impérial français.
| Figure | Blasonnement                                                                                         |
| ------ | --- |
|        | Succession bonapartiste de 1926 à 1997 D'azur à l'aigle impériale d'or, empiétant un foudre du même. |

#### Alix de Foresta
Alix de Foresta (4 avril 1926 - Marseille), princesse Napoléon, fille du comte Albéric de Foresta et de Geneviève Fredet, épouse de Louis Napoléon.
| Figure | Blasonnement |
| ------ | --- |
|        | Impératrice des Français de jure de 1949 à 1997[réf. nécessaire] Accolé de l'Empire français et de Foresta (Palé d'or et de gueules de 6 pièces à la bande du dernier brochant). |

#### Charles Bonaparte
Charles Marie Jérôme Victor Bonaparte, (19 octobre 1950 - Boulogne-Billancourt, fils de Louis Napoléon, aîné de la seule branche survivante des descendants en ligne masculine et légitime de Charles Bonaparte, branche issue de Jérôme Bonaparte, frère de l'empereur Napoléon Ier.
| Figure | Blasonnement |
| ------ | --- |
|        | Le testament de son père le prive de ses droits dynastiques ; il s'estime cependant chef légitime de la famille impériale, sans être toutefois prétendant au trône par conviction républicaine. |

#### Béatrice de Bourbon des Deux-Siciles
Béatrice de Bourbon des Deux-Siciles (16 juin 1950 - Saint-Raphaël), elle est l'ainée de Ferdinand de Bourbon-Siciles, duc de Castro et l'un des prétendants au trône des Deux-Siciles de 1973 à 2008, et de Chantal de Chevron-Villette. Grand croix de l'ordre sacré et militaire constantinien de Saint-Georges. Elle est divorcée depuis 1989 du prince Napoléon (Charles).
| Figure | Blasonnement |
| ------ | --- |
|        | Parti de deux : au I, coupé d'or à six fleurs de lis (maison Farnèse de Parme) et d'argent à cinq écussons disposés en croix d'azur chargés de cinq besans d'argent en sautoir à la bordure de gueules chargée de huit châteaux d'or, donjonnés de trois tours, ouverts et ajourés d'azur (royaume de Portugal) ; au II, coupé d'un écartelé au 1 et 4 de gueules au château d'or, donjonnés de trois tours, ouverts et ajourés d'azur (royaume de Castille) et au 2 et 3 d'argent au lion de pourpre (royaume de Léon), et d'azur semé de fleur de lis d'or et brisé d'un lambel de gueules (dynastie angevine de Naples) ; au III d'or à six besants posés 1, 2, 2, 1, celui du chef d'azur à trois fleurs de lis d'or (royaume de France) et les cinq autres de gueules (maison Médicis de Florence) ; sur le tout d'azur à trois fleurs de lis d'or, brisé d'une bordure de gueules (dynastie de Bourbon-Anjou). |

#### Jean-Christophe Napoléon/Napoléon VII
Jean-Christophe Napoléon (11 juillet 1986 - Saint-Raphaël, prince Napoléon, fils de Charles Bonaparte et de Béatrice de Bourbon des Deux-Siciles, il devient chef de la maison impériale par le testament de son grand-père Louis Napoléon en 1997.
| Figure | Blasonnement                                                                                      |
| ------ | ------------------------------------------------------------------------------------------------- |
|        | Succession bonapartiste depuis 1997 D'azur à l'aigle impériale d'or, empiétant un foudre du même. |

#### Olympia von Arco-Zinneberg
Olympia von Arco-Zinneberg (4 janvier 1988 - Munich), princesse Napoléon, fille du comte Riprand von und zu Arco-Zinneberg et de l'archiduchesse Maria-Béatrice d'Autriche-Este, épouse de Jean-Christophe Napoléon.
| Figure | Blasonnement |
| ------ | --- |
|        | Impératrice des Français de jure de depuis 2019[réf. nécessaire] Accolé de l'Empire français et d'Arco-Zinneberg (...). |

### Les Murat

#### Caroline Bonaparte
Caroline Bonaparte (25 mars 1782 - Ajaccio ✝ 18 mai 1839 - Florence), épouse de Joachim Murat, princesse de l'Empire, grande-duchesse de Berg (15 mars 1806) - (15 juillet 1808) - reine du royaume de Naples (15 juillet 1808) - (26 avril 1815).
| Figure | Blasonnement |
| ------ | --- |
|        | De gueules à deux barres d'or accompagnées de deux étoiles du même, une en chef, l'autre en pointe. |
|        | Armes de la grande-duchesse de Berg, à partir de 1806 : Deux écus accolés : Parti : au I, d'argent au lion léopardé de gueules, armé, lampassé et couronné d'azur (Berg) ; au II, de gueules aux rais d'escarboucle, pommetés et fleuronnés d'or de huit pièces (Clèves) ; à l'ancre de sable à quatre becs brochant sur le parti. Sur le tout, d'azur à l'aigle d'or empiétant un foudre du même, la tête contournée et celui de Bonaparte, de gueules à deux barres d'or accompagnées de deux étoiles du même, une en chef, l'autre en pointe.                       |
|        | Armes de la reine du royaume de Naples, à partir de 1808 : Deux écus accolés : Parti : I, d'or au cheval contouné et effaré de sable (de Naples (ancien)) ; II, d'or, à une triquêtre issante d'une tête de Mercure de carnation (Île de Sicile) ; sur-le-tout d'azur, à l'aigle d'or, la tête contournée, au vol abaissé, empiétant un foudre du même (de Napoléon)et celui de Bonaparte, de gueules à deux barres d'or accompagnées de deux étoiles du même, une en chef, l'autre en pointe. Ces armoiries sont imaginaires (composition probable mais non sourcée). |

#### Joachim Murat
Joachim Murat (25 mars 1767 - Labastide-Fortunière ✝ 13 octobre 1815 - Pizzo), général de brigade (10 mai 1796), général de division (à titre provisoire le 25 juillet 1799, confirmé le 25 janvier 1801), maréchal d'Empire (29 floréal an XII : 19 mai 1804), grand dignitaire de l'Empire (Grand amiral de l'Empire, 12 pluviôse an XIII : 1er février 1805), prince français (1804), grand-duc de Berg et de Clèves (1806-1808), roi de Naples (1808-1815), grand officier (25 prairial an XII : 14 juin 1804), puis grand aigle de la Légion d'honneur (13 pluviôse an XIII (2 février 1805), chef de la 12e cohorte), grand collier de la Légion d'honneur, grand-croix des ordres de l'Aigle noir de Prusse (18 mai 1805), de Maximilien-Joseph de Bavière, de la Couronne de fer (20 février 1806), de la Couronne de Saxe (1807), de Saint-André de Russie (1807), de Saint-Joseph de Wurtzbourg (1808), grand maître de l'ordre des Deux-Siciles (1808-1815),
| Figure | Blasonnement |
| ------ | --- |
|        | Armes du grand amiral et de maréchal de l'Empire en 1805 Écu sur lequel est posée une double ancre, entourée du collier de la Légion d'Honneur posé sur deux bâtons de maréchal (d'azur semé d'aigle d'or), heaume emplumé, manteau impérial, sur une couronne de…marquis. |
|        | Armes du grand-duc de Berg et de Clèves de 1806 à 1808: Parti : au I, d'argent au lion léopardé de gueules, armé, lampassé et couronné d'azur (Berg) ; au II, de gueules aux rais d'escarboucle, pommetés et fleuronnés d'or de huit pièces (Clèves) ; à l'ancre de sable à quatre becs brochant sur le parti. Sur le tout, d'azur à l'aigle d'or empiétant un foudre du même, la tête contournée,. |
|        | Armes du roi de Naples de 1808 à 1815 : Parti : I, d'or au cheval contouné et effaré de sable (de Naples (ancien)) ; II, d'or, à une triquêtre issante d'une tête de Mercure de carnation (Île de Sicile) ; sur-le-tout d'azur, à l'aigle d'or, la tête contournée, au vol abaissé, empiétant un foudre du même (de Napoléon),. Grandes armes : Gironné de 15 pèces : I, en forme de franc-quartier, d'or, à une triquêtre issante d'une tête de Mercure de carnation (Île de Sicile) ; II, d'or au cheval contouné et effaré de sable (de Naples (ancien)) ; 3, d'azur, à deux cornes d'abondance d'or, passées en sautoir (du Labour) ; IV, coupé en A d'azur à une comète d'argent chevelée d'or, en B d'argent à un vol d'azur ; V, d'or, à l'aigle de gueules, couronnée du champ, issante d'une fasce denchée et abaissée d'azur (de Basilicate) ; VI, d'argent, à la croix potencée de sable (de Basse-Calabre) ; VII, écartelé en sautoir d'or, à quatre pals de gueules et d'argent, à la croix potencée de sable (alias d'Aragon et de Basse-Calabre) (de Haute-Calabre) ; VIII, D'or, à quatre pals de gueules, au dauphin d'argent, plongeant vers la pointe, brochant sur-le-tout (d'Otrante) ; IX, écartelé en sautoir d'azur et d'argent, à la crosse d'or, brochante sur-le-tout (de Bari) ; IX, d'azur, à un Saint-Michel d'or, terrassant un diable de sable, sur une montagne à trois coupeaux du deuxième, issante de la pointe (de Capitanate) ; XI, de gueules, à une étoile à huit rais d'or, ceinte d'une couronne de feuillage du même (de Molise) ; XII, coupé de gueules, à la couronne à l'antique d'or, et d'argent. (de Haut-Principat) ; XIII, d'or, à la hure de sable, surmontée d'un joug de gueules (des Basses-Abruzzes) ; XIV, d'azur, à l'aigle d'argent, surmontant une montagne d'or, issante de la pointe (des Hautes-Abruzzes) ; XV, de gueules accompagnée de deux croisettes alesées le tout d'argent ; sur le tout d'azur à l'aigle d'or, la tête contournée, au vol abaissé, empiétant un foudre du même (de Napoléon), sur les insignes de grand amiral de l'Empire,. |

#### Achille Murat
Achille Charles Louis Napoléon Murat (21 janvier 1801 - Paris ✝ 15 avril 1847 - Tallahassee), fils de Joachim Murat et de Caroline Bonaparte, prince français, prince héritier de Berg et de Clèves de 1806 à 1808 puis prince royal de Naples de 1808 à 1815 et enfin 2e prince Murat de 1815 à 1847. Il fut maire de Tallahassee en Floride.
| Figure | Blasonnement |
| ------ | --- |
|        | Armes du prince Murat : Coupé : au 1, parti d'or au cheval contourné et effaré de sable (de Naples (ancien)) et d'azur à 2 cornes d'abondance d'or, passées en sautoir ; au 2 d'or à la triquètre de carnation (Île de Sicile) , sur le tout d'Empire, surmonté d'une couronne royale et manteau d'Empire sur les insignes de grand amiral de l'Empire et grand collier de la Légion d'honneur,. |

#### Lucien Murat
Lucien Charles Joseph Napoléon Murat (16 mai 1803 - Milan ✝ 10 avril 1878 - Paris), second fils de Joachim Murat et de Caroline Bonaparte, prince français, prince royal de Naples de 1808 à 1815, prince de Pontecorvo, puis 3e prince Murat de 1847 à 1878, député du Lot de 1848 à 1851, sénateur de 1852 à 1870, puis membre de la famille civile de Napoléon III en 1853 avec le titre d'altesse impériale, grand-croix de la Légion d'honneur en 1856.
| Figure | Blasonnement |
| ------ | --- |
|        | Armes du prince Murat : Coupé : au 1, parti d'or au cheval contourné et effaré de sable (de Naples (ancien)) et d'azur à 2 cornes d'abondance d'or, passées en sautoir ; au 2 d'or à la triquètre de carnation (Île de Sicile) , sur le tout d'Empire, surmonté d'une couronne royale et manteau d'Empire sur les insignes de grand amiral de l'Empire et grand collier de la Légion d'honneur. |

#### Joachim Murat
Joachim Joseph Napoléon Murat (21 juin 1834 - Bordentown ✝ 23 octobre 1901 - Chambly), fils de Lucien Murat et de Caroline Frazer, prince de Pontecorvo, 4e prince Murat de 1878 à 1901, 
général de brigade sous le Second Empire, commandeurs de la Légion d'honneur, médaille militaire, médaille commémorative de la campagne d'Italie (1859).
| Figure | Blasonnement |
| ------ | --- |
|        | Armes du prince Murat : Coupé : au 1, parti d'or au cheval contourné et effaré de sable (de Naples (ancien)) et d'azur à 2 cornes d'abondance d'or, passées en sautoir ; au 2 d'or à la triquètre de carnation (Île de Sicile), sur le tout d'Empire, couronne royale et manteau napolitain. |

Joachim Napoléon Murat (28 février 1856 - Boissy-Saint-Léger ✝ 2 novembre 1932 - Chambly), fils de Joachim Murat et de Malcy Louise Caroline Frédérique Berthier de Wagram, prince de Pontecorvo, 5e prince Murat de 1901 à 1932.
| Figure | Blasonnement |
| ------ | --- |
|        | Armes du prince Murat : Parti : I, d'or au cheval contourné et effaré de sable (de Naples (ancien)) ; II, d'or, à une triquêtre issante d'une tête de Mercure de carnation (Île de Sicile) ; sur-le-tout d'azur, à l'aigle d'or, la tête contournée, au vol abaissé, empiétant un foudre du même (de Napoléon) sur les insignes de grand amiral de l'Empire et grand collier de la Légion d'honneur. |

Joachim Napoléon Michel Murat (6 août 1885 - Paris ✝ 11 mai 1938 - Paris), fils de Joachim Murat et de Marie Cécile Ney d'Elchingen, prince de Pontecorvo, 6e prince Murat de 1932 à 1938, député du Lot de 1919 à 1924.
| Figure | Blasonnement |
| ------ | --- |
|        | Armes du prince Murat : Coupé : au 1, parti d'or au cheval contourné et effaré de sable (de Naples (ancien)) et d'azur à 2 cornes d'abondance d'or, passées en sautoir ; au 2 d'or à la triquètre de carnation (Île de Sicile), sur le tout d'Empire, couronne royale et manteau napolitain. |

Joachim Louis Napoléon Murat (16 janvier 1920 - Neuilly-sur-Seine ✝ 20 juillet 1944 - Saint-Michel-en-Brenne), fils de Joachim Murat et de Louise Plantié, prince de Pontecorvo, 7e prince Murat de 1938 à 1944, il est tué par une patrouille allemande de la division Das Reich près de l'étang de la Gabrière (commune de Saint-Michel-en-Brenne).
| Figure | Blasonnement |
| ------ | --- |
|        | Armes du prince Murat : Coupé : au 1, parti d'or au cheval contourné et effaré de sable (de Naples (ancien)) et d'azur à 2 cornes d'abondance d'or, passées en sautoir ; au 2 d'or à la triquètre de carnation (Île de Sicile), sur le tout d'Empire, couronne royale et manteau napolitain. |

Joachim Louis Napoléon Murat (26 novembre 1944 - Boulogne-Billancourt), fils de Joachim Murat* et de Nicole Véra Claire Hélène Maurice Pastre, pupille de la Nation, prince de Pontecorvo, 8e et actuel prince Murat depuis 1944.
| Figure | Blasonnement |
| ------ | --- |
|        | Armes du prince Murat : Parti : I, d'or au cheval contouné et effaré de sable (de Naples (ancien)) ; II, d'or, à une triquêtre issante d'une tête de Mercure de carnation (Île de Sicile) ; sur-le-tout d'azur, à l'aigle d'or, la tête contournée, au vol abaissé, empiétant un foudre du même (de Napoléon), couronne royale et manteau de pourpre doublé d'hermine. |

### Les Borghese

#### Pauline Bonaparte
Pauline Bonaparte (20 octobre 1780 - Ajaccio ✝ 9 juin 1825 - Florence), épouse de Camille Borghèse, princesse française, duchesse de Guastalla.
| Figure | Blasonnement |
| ------ | --- |
|        | De gueules à deux barres d'or accompagnées de deux étoiles du même, une en chef, l'autre en pointe. |
|        | Armes de la duchesse de Guastalla : Parti : au I, d'azur, à un dragon ailé d'or (Borghesi), au chef du même, chargé d'une aigle de sable, becquée, membrée et couronnée d'or (Saint-Empire) ; au II, de gueules à l'ombrelle à galons de gueules et d'or, sommée d'un globe crucifère d'or, la tige en forme de lance chargée de deux clefs en sautoir avec les pannetons tournés vers l'extérieur et vers le haut, l'une d'or et l'autre d'argent, liées de gueules (gonfalonnier de l'Église) ; au chef de prince souverain brochant.et celui de Bonaparte, de gueules à deux barres d'or accompagnées de deux étoiles du même, une en chef, l'autre en pointe. |

#### Camille Borghèse
Camille Borghèse (19 juillet 1775 - Rome ✝ 9 mai 1832 - Florence), général de brigade (14 mai 1807), général de division (23 janvier 1808), général en chef de l'armée de réserve d'Italie (13 décembre 1813 - 27 avril 1814), prince Borghese, 6e prince de Sulmona (1800), prince de Rossano, prince français(1805), duc de Guastalla (30 mars 1806), grand dignitaire de l'Empire (gouverneur général des départements au-delà des Alpes, 24 février 1808 - 27 avril 1814), grand aigle de la Légion d'honneur (21 pluviôse an XIII : 9 février 1805), grand collier de la Légion d'honneur (10 février 1805), grand-croix de l'ordre de la Couronne de fer d'Italie (10 février 1806),
| Figure | Blasonnement |
| ------ | --- |
|        | Armes du prince Borghese, duc de Guastalla : Parti : au I, d'azur, à un dragon ailé d'or (Borghesi), au chef du même, chargé d'une aigle de sable, becquée, membrée et couronnée d'or (Saint-Empire) ; au II, de gueules à l'ombrelle à galons de gueules et d'or, sommée d'un globe crucifère d'or, la tige en forme de lance chargée de deux clefs en sautoir avec les pannetons tournés vers l'extérieur et vers le haut, l'une d'or et l'autre d'argent, liées de gueules (gonfalonnier de l'Église) ; au chef de prince souverain brochant. |
|        | On trouve aussi: Parti : au I, d'azur, à un dragon ailé d'or (Borghesi), au chef du même, chargé d'une aigle de sable, becquée, membrée et couronnée d'or (Saint-Empire) ; au II, de gueules à l'ombrelle à galons de gueules et d'or, sommée d'un globe crucifère d'or, la tige en forme de lance chargée de deux clefs en sautoir avec les pannetons tournés vers l'extérieur et vers le haut, l'une d'or et l'autre d'argent, liées de gueules (gonfalonnier de l'Église) ; au chef de prince souverain brochant, manteau royal, couronne ducale entourant un bonnet de gueules ; collier de la Légion d'honneur, collier de la Toison d'or et ruban de la Couronne de fer. |

### Les Baciocchi

#### Élisa Bonaparte
Élisa Bonaparte (3 janvier 1777 - Ajaccio ✝ 6 août 1820 - Villa Vicentina, inhumée en la chapelle Baciocchi (Basilique San Petronio), Bologne), épouse de Félix Baciocchi, princesse de Piombino (18 mars 1805) et Lucques (juin 1805), grand dignitaire de l'Empire (« grande-duchesse, ayant le gouvernement général des départements de la Toscane », 2 et 3 mars 1809 - 1er février 1814),
| Figure | Blasonnement |
| ------ | --- |
|        | De gueules à deux barres d'or accompagnées de deux étoiles du même, une en chef, l'autre en pointe. |
|        | Armes de la princesse de Piombino (18 mars 1805) et Lucques (juin 1805), Parti : au I, coupé d'argent et de gueules (Lucques) à la lionne rampant, la tête contournée, brochant sur le tout ; au II, de gueules à deux bandes d'or accompagnées de deux étoiles du même, une en chef et une en pointe ; sur le tout d'azur, à l'aigle d'or, la tête contournée, au vol abaissé, empiétant un foudre du même (de Napoléon). |
|        | Armes de la grande-duchesse, ayant le gouvernement général des départements de Toscane Ecartelé : I, d'or à six sphères mises en orle, cinq de gueules, celle en chef d'azur chargée de trois fleurs de lys d'or (de Médicis, pour la Toscane) ; II, coupé d'argent et de gueules (de Lucques) (on trouve aussi une lionne rampant, la tête contournée, brochant sur le tout) ; III, coupé de gueules et d'or au chef du premier chargé d'une aigle bicéphale de sable, un créquier de sable feuillé d'argent (alias d'un rameau d'épines de sinople en pal) brochant, chargé en abime d'un écusson de gueules à la bande échiquetée d'argent et d'azur, au chef d'argent à la croix de gueules (de Cybo-Malaspina, pour Massa et Carrare) ; IV, de gueules à deux barres d'or accompagnées de deux étoiles du même ; sur le tout d'azur, à l'aigle d'or, la tête contournée, au vol abaissé, empiétant un foudre du même (de Napoléon). |

#### Félix Baciocchi
Félix Baciocchi (18 mai 1762 - Ajaccio ✝ 27 avril 1841 - Bologne), général de brigade (11 novembre 1804)), général de division (3 mars 1809), sénateur (8 frimaire an XIII (29 novembre 1804)), prince de Piombino (18 mars 1805) et Lucques (juin 1805), chevalier de la Légion d'honneur (19 frimaire an XII : 11 décembre 1803), puis officier (25 prairial an XII : 14 juin 1804), puis grand aigle de la Légion d'honneur « avec collier » (15 ventôse an XII : 6 mars 1805), grand-croix de l'ordre royal de Hollande (autorisation du 4 avril 1808),
| Figure | Blasonnement |
| ------ | --- |
|        | Armes anciennes des Baciocchi : D'or, au pin de sinople, fruité de trois pièces du champ, issant d'un brasier de gueules. Supports: deux lions. Devises: 1° DALLE CENERI SUAE OGNIOR RIVASCE (Renaît toujours de ses cendres) 2° JAMAIS MESQUIN.                                                                                       |
|        | Armes du prince de Lucques et Piombino : partie : I) coupé d'argent et de gueules au léopard rampant, au naturel, brochant ; II) de Bonapartesur le tout : d'Empire, manteau impérial, couronne ducale, collier de la Toison d'or, et de la Légion d'honneur.                                                                          |
|        | On trouve aussi: Coupé d'argent sur gueules (Lucca) ; au chef de prince souverain brochant. |
|        | Après le Ier Empire: partie : I) coupé d'argent et de gueules au léopard rampant, au naturel, brochant ; II) de Bonaparte sur le tout : de Baciocchi (d'or, au pin de sinople, fruité de trois pièces du champ, issant d'un brasier de gueules), Manteau royal, couronne ducale, collier de la Toison d'or, et de la Légion d'honneur. |

#### Élisa Napoléone Baciocchi
Élisa Napoléone Baciocchi (3 juin 1806 - Lucques ✝ 3 février 1869 - Colpo), fille de Félix Baciocchi et d'Élisa Bonaparte, fut nommée princesse de Piombino par Napoléon Ier (son oncle) le 27 juin 1808.
| Figure | Blasonnement |
| ------ | --- |
|        | Armes de la princesse de Piombino : Partie mi-coupé à dextre : au I, coupé d'argent et de gueules (Lucques) à la lionne rampant, la tête contournée, brochant sur le tout ; au II, de gueules à deux bandes d'or, accompagnées deux étoiles à 6 raies du même (Bonaparte) ; au III, d'or, au pin de sinople, fruité de trois pièces du champ, issant d'un brasier de gueules (anciennes armes des Baciocchi), sur le tout de l'Empire,. |

## Les Beauharnais

### Joséphine de Beauharnais
Marie-Josèphe-Rose dite Joséphine Tascher de La Pagerie, (Trois-Îlets (Martinique) 23 juin 1763 - château de Malmaison ✝ 29 mai 1814), épouse d'Alexandre de Beauharnais, puis de Napoléon Bonaparte, impératrice des Français, reine d'Italie, 1re duchesse de Navarre et de l'Empire (lettres patentes du 9 avril 1810).
| Figure | Blasonnement |
| ------ | --- |
|        | Armes de la famille de Tascher : D'argent, à trois fasces d'azur, chacune chargée de trois flanchis du champ, surmontées de deux soleils de gueules,. |
|        | Armoiries d'alliance de la vicomtesse de Beauharnais de 1779 à 1794.. Accolé de Beauharnais qui est : d'argent, à la fasce de sable, accompagnée de trois merlettes du même, rangées en chef. et de Tascher de La Pagerie qui est : d'argent, à trois fasces d'azur, chacune chargée de trois flanchis du champ, surmontées de deux soleils de gueules,. |
|        | Impératrice des Français de 1804 à 1810. D'azur à l'aigle impériale d'or, les ailes étendues, empiétant un foudre du même. Au manteau de gueules, semé d'abeilles d'or, frangé d'or, doublé d'hermines, à la couronne impériale sommée d'un globe surmonté d'une croix recroisetée. |
|        | Comme duchesse de Navarre de 1810 à 1814, l'empereur lui concéda de nouvelles armoiries qu'elle n'employa pas : Écartelé, au premier : d'azur à l'aigle impériale d'or, empiétant un foudre du même, au deuxième et troisième : d'argent à la fasce de sable surmontée de trois merlettes du même (Armes des Beauharnais) et au quatrième : d'or à trois pals de sinople. - Le titre de duc de Navarre et de l'Empire fut créé le 9 avril 1810 par Napoléon Ier au profit de l'Impératrice Joséphine, à la suite de leur divorce. |

### Eugène "Napoléon" de Beauharnais et sa succession

#### Eugène de Beauharnais
Eugène de Beauharnais (3 septembre 1781 – Paris ✝ 21 février 1824 - Munich), Colonel (13 octobre 1802), colonel général des chasseurs (1er juillet 1804), général de brigade (17 octobre 1804), grand dignitaire de l'Empire (archichancelier d'État, 12 pluviôse an XIII (1er février 1805)), membre du Sénat conservateur (sénateur de droit en tant que grand dignitaire de l'Empire, 12 pluviôse an XIII (1er février 1805)), vice-roi d'Italie (7 juillet 1805 - 20 avril 1814), pair de France (2 juin 1815 (Cent-Jours)), prince français (12 pluviôse an XIII (1er février 1805)), prince de Venise (17 décembre 1807), grand-duc de Francfort (1er mars 1810), duc de Leuchtenberg (14 novembre 1817), prince d'Eichstätt (14 novembre 1817), légionnaire (4 décembre 1803), puis, commandant (4 juin 1804), puis, grand aigle de la Légion d'honneur (13 pluviôse an XIII : 2 février 1805), grand collier de la Légion d'honneur, chevalier de la Toison d'or (1805, no 862), grand-croix des ordres de Saint-Hubert de Bavière (1805), de la Couronne de fer d'Italie (1805), de Saint-Étienne de Hongrie (4 avril 1811), de la Couronne de Saxe, des Séraphins, de l'Epée de Suède,
| Figure | Blasonnement |
| ------ | --- |
|        | Armes du vice-roi d'Italie en 1805. D'azur à l'aigle d'or empiétant un foudre du même, le foudre chargé d'un médaillon ovale d'argent surchargé d'un E de sable. On trouve aussi parfois : d'azur à l'aigle d'or empiétant un foudre du même, brisé par l'écu de Lombardie (d'or à Couronne de fer (« sommée » de six pièces), à la bordure de gueules chargée de huit anneaux d'argent. Version avec manteau royal d'Italie Version avec manteau impérial                   |
|        | Armes du duc de Leuchtenberg et prince d'Eichstätt en 1817 Ecartelé : I, (de Leuchtenberg) ; II, de gueules au mur d'argent flanqué de deux tours, le tout maçonné et ouvert d'argent posé sur une terrasse de sinople, deux arbres de sinople issants des tours (d'Eichstätt) ; III de sinople, à l'épée haute d'argent, garnie d'or, accompagnée de 7 étoiles du même ; IV, d'argent à la fasce de sable accompagnée en chef de trois merlettes du second (de Beauharnais) |

#### Augusta-Amélie de Bavière
Augusta-Amélie de Bavière (21 juin 1788 - Strasbourg ✝ 13 mai 1851 - Munich), princesse de Ribeaupierre puis de Bavière épouse d'Eugène de Beauharnais, princesse de Venise, grand-duchesse de Francfort, duchesse de Leuchtenberg et princesse d'Eichstätt.
| Figure | Blasonnement |
| ------ | --- |
|        | Armes de la princesse de Ribeaupierre, en 1788. D'argent à trois écussons de gueules (2 et 1). |
|        | Armes de la princesse de Deux-Ponts, en 1799. Parti en 1 : d'or au lion de sable à la queue fourchée passée en sautoir armé et lampassé de gueules, couronné d'or (qui est de Juliers) en 2, d'argent au lion de gueules, la queue fourchée passée en sautoir, armé, lampassé et couronné d'azur (qui est de Berg), en 3, de gueules, à l'écusson d'argent, aux rais d'escarboucle d'or, brochantes sur le tout (qui est de Clèves), en 4, d'or à la fasce de sable (qui du Comté de Sponheim), en 5, échiquetée d'argent et de gueules de trois tires (qui est de Birkenfeld), en 6 de gueules à trois montagne de sinople chargé de trois croix d'argent en sautoir (qui est de Bergen op Zoom), en 7, d'argent au lion d'azur couronné d'or (qui est du Comté de Veldenz, en 8, d'or, à la fasce échiquetée d'argent et de gueules de trois tires (qui est de la Marck), en 9, D'argent à trois blason de gueules (2 et 1) (qui est de Ribeaupierre), en 10, d'argent, à trois chevrons de gueules (qui est de Ravensberg), en 11, d'argent à trois têtes d'aigle de sable couronné d'or 2 et 1 (qui est de la principauté de Waldeck-Pyrmont, sur le tout, écartelé en 1 et 4 de sable, au lion d'or, armé et lampassé et couronné de gueules (qui est du comté palatin du Rhin) et en 2 et 3 fuselé en bande d'azur et d'argent (qui est de Bavière), sur le tout de gueules à l'orbe d'or. |
|        | Armes de la princesse de Deux-Ponts, en 1804. Parti en 1 : D'azur, au penon écartelé d'argent et de gueules, la hampe d'or et D'argent et de gueules de trois pièces (qui est de l'évêché de Wurtzbourg), en 2, d'argent au lion de gueules, la queue fourchée passée en sautoir, armé, lampassé et couronné d'azur (qui est de Berg), en 3, de gueules, à l'écusson d'argent, aux rais d'escarboucle d'or, brochantes sur le tout (qui est de Clèves), en 4, d'or au lion de sable armé et lampassé de gueules au bâton d'argent brochant sur le tout (qui est de l'archidiocèse de Bamberg), en 5, parti de gueules et d'argent (qui est de l'abbaye d'Augsbourg, en 6, coupé de gueules et d'azur à la tête de princesse couronnée d'or (qui est de l'abbaye de Kempten, en 7, d'argent à la tête de Maure au cou et à la boucle d'oreille de gueules, couronné d'or (qui est de l'abbaye de Freising), en 8, d'argent au loup de gueules (qui est de l'abbaye de Passau), en 9, d'argent à la fasce d'azur (qui est de Leuchtenberg), en 10, Coupé en1 de gueules à l'éléphant d'argent et en 2 d'or (qui est du comté Helfenstein), en 11, d'argent, à trois chevrons de gueules (qui est de Ravensberg), 12, d'argent à une montage à trois pics de sinople surmonté d'un lion de gueules armé et lampassé aussi de gueules (qui est de Mindeheim), 13, d'or, à la fasce échiquetée d'argent et de gueules de trois tires (qui est de la Marck), 14, de gueules au demi aigle bicéphale d'argent (qui est de abbaye d'Ottobeuren), 15, d'argent au château à deux tours de gueules (qui est de Rothenburg), sur le tout, écartelé en 1 et 4 de sable, au lion d'or, armé et lampassé et couronné de gueules (qui est du comté palatin du Rhin) et en 2 et 3 fuselé en bande d'azur et d'argent (qui est de Bavière), sur le tout de gueules à l'orbe d'or,. |
|        | Armes de la princesse de Bavière, le 1er janvier 1806. fuselé en bande d'azur et d'argent (qui est de Bavière), sur le tout parti au 1er de gueules à l'orbe d'or, au seconde de sable, au lion d'or, armé et lampassé et couronné de gueules (qui est du comté palatin du Rhin) et en 2 et 3 fuselé en bande d'azur et d'argent (qui est de Bavière), la couronne du royaume de Bavière. |
|        | Armoiries d'alliance de la vice-reine d'Italie, princesse de Venise de 1806 à 1814. Deux écus accolés : d'azur à l'aigle d'or empiétant un foudre du même, le foudre chargé d'un médaillon ovale d'argent surchargé d'un E de sable et du Bavière qui est fuselé en bande d'azur et d'argent, sur-le-tout de gueules, à une épée d'argent garnie d'or passée en sautoir avec un sceptre d'or, le tout surmonté d'une couronne royale du même. Ces armoiries sont imaginaires (composition probable mais non sourcée). |
|        | Armoiries d'alliance de la duchesse de Leuchtenberg, princesse d'Eichstätt de 1817 à 1851. Deux écus accolés : Ecartelé : I, (de Leuchtenberg) ; II, de gueules au mur d'argent posé sur une terrasse de sinople, flanqué de deux tours, le tout maçonné et ouvert d'argent, deux arbres de sinople issants des tours (d'Eichstätt) ; III de sinople, à l'épée haute d'argent, garnie d'or, accompagnée de 7 étoiles du même ; IV, d'argent à la fasce de sable accompagnée en chef de trois merlettes du second (de Beauharnais) et de Bavière qui est fuselé en bande d'azur et d'argent, sur-le-tout de gueules, à une épée d'argent garnie d'or passée en sautoir avec un sceptre d'or, le tout surmonté d'une couronne royale du même. |

#### Joséphine Maximilienne Eugénie Napoléone de Beauharnais
Joséphine Maximilienne Eugénie Napoléone de Beauharnais (14 mars 1807 - Milan ✝ 7 juin 1876 - Stockholm), est la fille de Eugène de Beauharnais et d'Augusta-Amélie de Bavière, princesse de Bologne en 1807, duchesse de Galliera en 1812, et princesse de Leuchtenberg et d'Eichstätt 1817, duchesse de Södermanland 1823 puis reine consort de Suède et de Norvège en 1844 par son mariage avec Oscar Ier de Suède.
| Figure | Blasonnement |
| ------ | --- |
|        | Armes de la princesse de Leuchtenberg et d'Eichstätt en 1817 : Ecartelé : 1, de Leuchtenberg ; 2, d'Eichstadt ; 3, de sinople, à l'épée haute d'argent, garnie d'or, accompagnée de 7 étoiles du même ; 4, de Beauharnais. À partir du 21 mars 1826, un écu d'azur à la couronne royale d'or, porté en sur-le-tout des armes précédentes. |
|        | la reine consort de Suède et de Norvège : parti, en 1 coupé d'or, cantonné en chef d'azur, à trois couronnes d'or (de Suède moderne) et d'azur, à trois barres ondées d'argent, au lion couronné d'or, brochant sur le tout (de Suède ancien), en 2 de gueules, au lion couronné d'or, tenant dans ses pattes une hache danoise d'argent, emmanchée du second (de Norvège ancien) à la demi-croix de Saint-Eric, sur-le-tout écartelé : 1, de Leuchtenberg ; 2, d'Eichstadt ; 3, de sinople, à l'épée haute d'argent, garnie d'or, accompagnée de 7 étoiles du même ; 4, de Beauharnais ; sur-le-tout, d'azur, à la couronne royale d'or. |

#### OscarIerde Suède
Joseph François Oscar Bernadotte (4 juillet 1799 - Paris ✝ 8 juillet 1859 - Stockholm), est le seul enfant de Charles XIV Jean de Suède et de son épouse Désirée Clary, duc de Södermanland 1811, prince héritier du royaume de Suède et de Norvège en 1818, duc de Galliera en 1823, vice-roi de Norvège en 1824 et 1833 et roi de Suède et de Norvège à partir de 1844, allié à Joséphine Maximilienne Eugénie Napoléone de Beauharnais en 1823, il était le 968e chevalier de l'ordre de la Toison d'or d'Espagne.
| Figure | Blasonnement |
| ------ | --- |
|        | Armes du prince héritier du royaume de Suède et de Norvège et duc de Södermanland en 1826 : Au pairle patté d'or, qui est la croix de Saint-Eric, cantonné en chef d'azur, à trois couronnes d'or (de Suède moderne), à dextre de gueules, au lion couronné d'or, tenant dans ses pattes une hache danoise d'argent, emmanchée du second (de Norvège ancien) et à senestre d'azur, à trois barres ondées d'argent, au lion couronné d'or brochant sur le tout (de Suède ancien), en pointe d'or à un griffon de sable, armé et lampassé de gueules qui est de Södermanland , sur-le-tout parti de Vasa (tiercé en bande d'azur, d'argent et de gueules à la gerbe d'or brochant) et de Pontecorvo (d'azur, au pont à trois arches d'argent, sur une rivière de même, ombrée d'azur, et supportant deux tours du second ; au corbeau de sable, empiétant d'un foudre d'or surmonté d'un chef cousu d'azur semé d'étoiles d'or (de Bernadotte)). |
|        | Armes de roi de Suède et de Norvège à partir de 1844 : Parti, en 1 coupé d'or, cantonné en chef d'azur, à trois couronnes d'or (de Suède moderne) et d'azur, à trois barres ondées d'argent, au lion couronné d'or, brochant sur le tout (de Suède ancien), en 2 de gueules, au lion couronné d'or, tenant dans ses pattes une hache danoise d'argent, emmanchée du second (de Norvège ancien) à la demi-croix de Saint-Éric, sur-le-tout parti de Vasa (tiercé en bande d'azur, d'argent et de gueules à la gerbe d'or brochant) et de Pontecorvo (d'azur, au pont à trois arches d'argent, sur une rivière de même, ombrée d'azur, et supportant deux tours du second ; le tout surmonté d'un corbeau de sable empiétant un foudre d'or accompagné en chef de sept étoiles d'or aussi rangées en forme de la constellation de la Grande Ourse (de Bernadotte)).                                                                              |

#### Eugénie de Beauharnais
Eugénie Hortense Auguste de Beauharnais (22 décembre 1808 - Milan ✝ 1er septembre 1847 - Freudenstadt), est la seconde fille de Eugène de Beauharnais et d'Augusta-Amélie de Bavière, princesse française en 1808, princesse Italienne en 1808, princesse de Leuchtenberg en 1817 et princesse d'Eichstätt en 1817, devenue princesse de Hohenzollern-Hechingen par son mariage avec Constantin de Hohenzollern-Hechingen le 22 mai 1826, dame de l'ordre de la Croix étoilée et de l'ordre de Sainte-Élisabeth.
| Figure | Blasonnement |
| ------ | --- |
|        | Armes de la princesse d'Italie 1808 :[réf. nécessaire] D'or à Couronne de fer (« sommée » de six pièces), à la bordure de gueules chargée de huit anneaux d'argent. |
|        | Armes de la princesse française en 1808 : D'azur à l'aigle impériale d'or, empiétant un foudre du même. |
|        | Armes de la princesse de Leuchtenberg et d'Eichstätt en 1817 : Ecartelé : 1, de Leuchtenberg ; 2, d'Eichstadt ; 3n de sinople, à l'épée haute d'argent, garnie d'or, accompagnée de 7 étoiles du même ; 4, de Beauharnais. À partir du 21 mars 1826, un écu d'azur à la couronne royale d'or, porté en sur-le-tout des armes précédentes. |
|        | Armoiries d'alliance de la princesse de Hohenzollern-Hechingen en 1826 : |

#### Constantin de Hohenzollern-Hechingen
Constantin de Hohenzollern-Hechingen (16 février 1801 - Żagań ✝ 3 septembre 1869 - Zielona Góra), Prince souverain de Hohenzollern-Hechingen de 1838 à 1850, ordre de Hohenzollern, grand-croix de l'ordre de la Couronne de Wurtemberg.
| Figure | Blasonnement |
| ------ | --- |
|        | Armes du prince de Hohenzollern-Hechingen en 1838 : Écartelé au 1 et 4 d'argent plein au 2 et 3 de sable plein, sur le tout d'or au lion de sable lampassé et couronné de gueules à la bordure componée de gueules et d'argent. |

#### Auguste de Beauharnais
Auguste Charles Eugène Napoléon de Beauharnais (9 décembre 1810 - Milan ✝ 28 mars 1835 - Lisbonne), est le fils de Eugène de Beauharnais et d'Augusta-Amélie de Bavière, prince d'Eichstätt, duc de Navarre en 1814, duc de Leuchtenberg en 1824, et duc de Santa Cruz en 1829 devenue prince consort de Portugal par son mariage avec Marie II de Portugal en 1835, grand-croix de l'ordre portugais de la Tour et de l'Épée.
| Figure | Blasonnement |
| ------ | --- |
|        | Armes de duc de Navarre en 1814 : D'azur à l'aigle impériale d'or, empiétant un foudre du même, au deuxième et troisième : d'argent à la fasce de sable surmontée de trois merlettes du même (Armes des Beauharnais) et au quatrième : d'or à trois pals de sinople. Napoléon Ier créa Joséphine, à titre compensatoire, par lettres patentes du 9 avril 1810, duchesse de Navarre, avec clause de reversion pour son fils Eugène de Beauharnais : « lettres patentes du 9 avril 1810, avec transmission héréditaire dans la descendance masculine directe et masculine de son fils aîné: ». - À la mort de Joséphine, en 1814, ce furent ses petits-fils Auguste de Beauharnais (1810-1835), puis son frère Maximilien (1817-1852) qui lui succédèrent. - Armoiries du duc de Navarre de 1814 à 1815., - Armoiries du duc de Navarre de 1815 à 1835. |
|        | Armes du duc de Leuchtenberg et prince d'Eichstätt à partir de 1824 : Écartelé : I, (de Leuchtenberg) ; II, de gueules au mur d'argent flanqué de deux tours, le tout maçonné et ouvert d'argent posé sur une terrasse de sinople, deux arbres de sinople issants des tours (d'Eichstätt) ; III de sinople, à l'épée haute d'argent, garnie d'or, accompagnée de 7 étoiles du même ; IV, d'argent à la fasce de sable accompagnée en chef de trois merlettes du second (de Beauharnais) |
|        | Armes du prince d'Eichstätt et duc de Leuchtenberg en 1826 : Écartelé : 1, de Leuchtenberg ; 2, d'Eichstadt ; 3, de sinople, à l'épée haute d'argent, garnie d'or, accompagnée de 7 étoiles du même ; 4, de Beauharnais sur-le-tout, d'azur, à la couronne royale d'or. Le 21 mars 1826, son oncle le roi Louis Ier de Bavière lui concède pour augmentation : - un écu d'azur à la couronne royale d'or, porté en sur-le-tout des armes précédentes.. |
|        | Armes de duc de Santa Cruz en 1829 : Écartelé : 1 et 4 de Beauharnais ; 2, d'Eichstadt ; 3, de sinople, à l'épée haute d'argent, garnie d'or, accompagnée de 5 étoiles d'argent ; sur-le-tout, d'azur, à la couronne royale d'or. Le 5 novembre 1829, son beau-frère (et futur beau-père) l'empereur Pierre Ier du Brésil lui concède un titre de l'Empire brésilien : - La toponymie associée à ce titre concerne Santa Cruz, aujourd'hui un quartier de Rio de Janeiro. |
|        | Armes du Prince consort du Portugal en 1835 : Parti au 1 du Portugal qui est : d'argent aux cinq écus d'azur disposés en croix, chaque écu chargé de cinq besants d'argent disposé en sautoir, à la bordure de gueules chargée de sept châteaux d'or, donjonnés de trois tours, ouverts et ajourés d'azur au 2 du duché de Leuchtenberg qui est : 1, de Leuchtenberg ; 2, d'Eichstadt ; 3, de sinople, à l'épée haute d'argent, garnie d'or, accompagnée de 7 étoiles du même ; 4, de Beauharnais ; sur-le-tout, d'azur, à la couronne royale d'or. |

#### Marie II de Portugal
Marie II de Portugal (4 avril 1819 - Rio de Janeiro ✝ 15 novembre 1853 - Lisbonne), fille aînée du roi Pierre IV de Portugal et des Algarves et de Marie Léopoldine d'Autriche, alliée en 1835 à Auguste de Beauharnais, fut reine de Portugal et des Algarves de 1826 à 1828 et de 1834 à sa mort.
| Figure | Blasonnement |
| ------ | --- |
|        | Armes de la reine de Portugal en 1826 : D'argent aux cinq écus d'azur disposés en croix, chaque écu chargé de cinq besants d'argent, à la bordure de gueules chargée d'onze châteaux d'or. |

#### Amélie de Beauharnais
Amélie Auguste Eugénie Napoléone de Beauharnais (31 juillet 1812 - Milan ✝ 28 janvier 1873 - Lisbonne), est la troisième fille de Eugène de Beauharnais et d'Augusta-Amélie de Bavière, princesse française en 1812, princesse d'Italie en 1812, princesse de Leuchtenberg en 1817, impératrice du Brésil de 1829 à 1831 par son mariage avec Pierre Ier du Brésil en 1829 puis duchesse de Bragance en 1831.
| Figure | Blasonnement |
| ------ | --- |
|        | Armes de la princesse italienne en 1812 : D'or à Couronne de fer (« sommée » de six pièces), à la bordure de gueules chargée de huit anneaux d'argent. |
|        | Armes de la princesse française en 1812 : D'azur à l'aigle impériale d'or, empiétant un foudre du même. |
|        | Armes de la princesse de Leuchtenberg et d'Eichstätt en 1817 : Écartelé : 1, de Leuchtenberg ; 2, d'Eichstadt ; 3n de sinople, à l'épée haute d'argent, garnie d'or, accompagnée de 7 étoiles du même ; 4, de Beauharnais. À partir du 21 mars 1826, un écu d'azur à la couronne royale d'or, porté en sur-le-tout des armes précédentes.                                                                                        |
|        | Armes de l'impératrice du Brésil : Coupé de l'empire du Brésil (de sinople, à la sphère armillaire d'or sur une croix de l'ordre du Christ, entourée d'un anneau d'azur chargé de vingt étoiles d'argent) et de Leuchtenberg (1, de Leuchtenberg ; 2, d'Eichstadt ; 3n de sinople, à l'épée haute d'argent, garnie d'or, accompagnée de 7 étoiles du même ; 4, de Beauharnais ; sur-le-tout, d'azur, à la couronne royale d'or). |
|        | Armes de la duchesse de Bragance en 1831 : D'argent, au sautoir de gueules chargé avec cinq écussons d'azur, chaque écusson chargé de cinq besants d'argent. |

#### Pierre Ier du Brésil
Pedro de Alcântara Francisco António João Carlos Xavier de Paula Miguel Rafael Joaquim José Gonzaga Pascoal Cipriano Serafim de Bragança e Bourbon (12 octobre 1798 - Lisbonne ✝ 24 septembre 1834 - Lisbonne), est le quatrième enfant de Jean VI, roi du Royaume-Uni de Portugal, du Brésil et des Algarves, et de son épouse l'infante Charlotte-Joachime d'Espagne, prince de Beira en 1801, prince royal du Royaume-Uni du Portugal, du Brésil et Algarves de 1816 à 1822, 1er empereur du Brésil de 1822 à 1831, roi de Portugal et des Algraves en 1826 et duc de Bragance en 1831, allié en secondes noces à Amélie de Beauharnais en 1829.
| Figure | Blasonnement |
| ------ | --- |
|        | Armes du prince de Beira en 1801 : De Portugal, au lambel d'or de trois pendants brochant sur le tout, chaque pendant chargé d'un bouton de rose, couronne de prince. |
|        | Armes de l'empereur du Brésil en 1822 : De sinople, à la sphère armillaire d'or sur une croix de l'ordre du Christ, entourée d'un anneau d'azur chargé de vingt étoiles d'argent. |
|        | Armes du roi de Portugal et des Algraves en 1826 : D'argent aux cinq écussons d'azur disposés en croix, chaque écusson chargé de cinq besants d'argent disposés en sautoir, à la bordure de gueules chargé de sept châteaux d'or, donjonnés de trois tours, ouverts et ajourés d'azur. |
|        | Armes du duc de Bragance en 1831 : D'argent, au sautoir de gueules chargé avec cinq écussons d'azur, chaque écusson chargé de cinq besants d'argent. |

#### Maximilien de Beauharnais
Maximilien Joseph Eugène Auguste Napoléon de Beauharnais (2 octobre 1817 - Munich ✝ 1er novembre 1852 - Saint-Pétersbourg), est le deuxième fils de Eugène de Beauharnais et d'Augusta-Amélie de Bavière, prince d'Eichstätt, duc de Navarre en 1834, duc de Leuchtenberg en 1835, et prince Romanovsky et le prédicat d'altesse impériale 1839.
| Figure | Blasonnement |
| ------ | --- |
|        | Armes de duc de Navarre en 1834 : D'azur à l'aigle impériale d'or, empiétant un foudre du même, au deuxième et troisième : d'argent à la fasce de sable surmontée de trois merlettes du même (Armes des Beauharnais) et au quatrième : d'or à trois pals de sinople.                                                                                  |
|        | Armes de prince d'Eichstätt et duc de Leuchtenberg en 1835 : Écartelé : 1, de Leuchtenberg ; 2, d'Eichstadt ; 3, de sinople, à l'épée haute d'argent, garnie d'or, accompagnée de 7 étoiles du même ; 4, de Beauharnais ; sur-le-tout, d'azur, à la couronne royale d'or.                                                                             |
|        | Armes du prince Romanovsky et duc de Leuchtenberg en 1839 : Écartelé : 1, de Leuchtenberg ; 2, d'Eichstadt ; 3, de sinople, à l'épée haute d'argent, garnie d'or, accompagnée de 7 étoiles du même ; 4, de Beauharnais ; sur-le-tout, d'azur, à la couronne royale d'or, l'écu coiffé de la couronne ducale posé sur le grand aigle bicéphale russe,. |

#### Marie Nikolaïevna de Russie
Marie Nikolaïevna de Russie (18 août 1819 - Krasnoïe Selo ✝ 21 février 1876 - Saint-Pétersbourg), est la fille de Nicolas Ier de Russie, empereur de Russie, roi de Pologne et grand-duc de Finlande et d'Alexandra Feodorovna de Russie. Grande-duchesse de Russie, puis duchesse de Leuchtenberg en 1839, à la suite de son union avec Maximilien de Leuchtenberg. Dame l'ordre de Sainte-Catherine (première classe).
| Figure | Blasonnement |
| ------ | --- |
|        | Armes de la duchesse douairière de Leuchtenberg, octroyées en 1856 : Parties au premier d'or à l'aigle impériale de Russie chargée sur la poitrine de l'écartelé de Leuchtenberg, d'Eichstadt, de sinople à l'épée d'argent garnie d'or accompagnée de sept étoiles du dernier, de Beauharnais, sur le tout d'azur à la couronne fermée d'or, l'écartelé couronné d'un bonnet princier au naturel, et au second d'or à l'aigle impériale de Russie, chargé sur la poitrine d'un écu de Moscovie entouré du collier de l'ordre du Saint-Apôtre André le premier appelé, et sur les ailes de ceux des tsarats de Kazan, d'Astrakhan, de Pologne, de Sibérie et de Tauride, du royaume de Géorgie, des grands-duchés de Kiev, Vladimir et Novgorod et de celui de Finlande.. Jusqu'au décret héraldique du 8 décembre 1856 promulgué par Alexandre II de Russie pour l'ensemble de la maison impériale, les différents membres de la dynastie Romanov n'ont pas à proprement parler d'armoiries particulières. La sœur de l'empereur n'obtient donc les siennes propres que quatre ans après la mort de Maximilien de Beauharnais, alors qu'elle était déjà remariée depuis un mois avec le comte Grigori Alexandrovitch Stroganov. Cette dernière union étant demeurée secrète en raison de son caractère morganatique, la grand-duchesse reçut des armes illustrant seulement sa situation de duchesse douairière de Leuchtenberg. |

#### Nicolas Maximilianovitch de Leuchtenberg
Nicolas Maximilianovitch de Leuchtenberg (4 août 1843 - dans la datcha de Sergueïvskoïe près de Saint-Pétersbourg ✝ 6 janvier 1891 - Paris), est le fils de Maximilien de Leuchtenberg, duc de Leuchtenberg et de Marie Nikolaïevna de Russie, duc de Leuchtenberg et par décret de Nicolas Ier de Russie, empereur de Russie a reçu le prédicat d'altesse impériale, et le titre de prince Romanovsky en 1852.
| Figure | Blasonnement |
| ------ | --- |
|        | Duc de Leuchtenberg, prince Romanovsky : Un écu d'or à l'aigle impériale de Russie, chargée d'un écusson écartelé de Leuchtenberg (1 et 4), de sinople à l'épée haute d'argent garnie d'or et à plusieurs (sept) étoiles à six branches du dernier, et en 3 de Beauharnais, un écusson de gueules au chiffre couronné de Nicolas Ier de Russie d'or brochant sur le tout. L'écu, entouré du collier de l'ordre du saint apôtre André le premier appelé et sommé du casque du saint prince Alexandre Newski est tenu par deux griffons d'or sous un manteau de toile d'or semée de petites aigles impériales, doublé d'hermine et sommé de la petite couronne impériale. |

#### Théodelinde de Beauharnais
Louise Eugénie Auguste Théodelinde Napoléon de Beauharnais (13 avril 1814 - Mantoue ✝ 1er avril 1857 - Stuttgart), est la quatrième fille de Eugène de Beauharnais et d'Augusta-Amélie de Bavière, princesse française en 1814, princesse d'Italie en 1814, princesse de Leuchtenberg en 1817 et princesse d'Eichstätt en 1817, devenue comtesse de Wurtemberg par son mariage avec Frédéric de Wurtemberg-Urach en 1841.
| Figure | Blasonnement |
| ------ | --- |
|        | Armes de la princesse d'Italie :[réf. nécessaire] D'or à Couronne de fer (« sommée » de six pièces), à la bordure de gueules chargée de huit anneaux d'argent. |
|        | Armes de la princesse française en 1814 : D'azur à l'aigle impériale d'or, empiétant un foudre du même. |
|        | Armes de la princesse de Leuchtenberg et d'Eichstätt en 1817 : Écartelé : 1, de Leuchtenberg ; 2, d'Eichstadt ; 3n de sinople, à l'épée haute d'argent, garnie d'or, accompagnée de 7 étoiles du même ; 4, de Beauharnais. À partir du 21 mars 1826, un écu d'azur à la couronne royale d'or, porté en sur-le-tout des armes précédentes. |
|        | Armoiries d'alliance de la comtesse de Wurtemberg en 1841 : parti au 1 d'or, à trois demi ramures de cerf de sable, qui est de Wurtemberg et au 2 d'or aux trois lions passant de sable à la patte dextre de gueules, qui est de Souabe.                                                                                                  |

#### Frédéric de Wurtemberg-Urach
Frédéric Guillaume Alexandre Ferdinand de Wurtemberg (6 juillet 1810 - Stuttgart ✝ 17 juillet 1869 - Munich), comte de Wurtemberg, puis reçut en 1867 le titre de duc d'Urach, allié à Théodelinde de Beauharnais en 1841.
| Figure | Blasonnement |
| ------ | --- |
|        | Armes du comte de Wurtemberg, duc d'Urach : Parti au 1 d'or, à trois demi ramures de cerf de sable, qui est de Wurtemberg et au 2 d'or aux trois lions passant de sable à la patte dextre de gueules, qui est de Souabe. |

### Hortense de Beauharnais
Hortense de Beauharnais (10 avril 1783 - Paris ✝ 5 octobre 1837 - Arenenberg), épouse de Louis Bonaparte, princesse française, reine de Hollande (1806-1810), duchesse de Saint-Leu (Saint-Leu-la-Forêt) 1814.
| Figure | Blasonnement |
| ------ | --- |
|        | Armes de la famille Beauharnais : D'argent à la fasce de sable surmontée de trois merlettes du même.                                                    |
|        | Reine de Hollande de 1806 à 1810 Écartelé des États généraux et de l'Empire français (armes de son mari), sur le tout au H de sable sur champ d'argent. |

#### Charles de Morny
Charles Auguste Louis Joseph Demorny, duc de Morny, (Saint-Maurice (Suisse) le 17 septembre 1811 - Paris ✝ 10 mars 1865), fils illégitime de la reine Hortense et de Charles de Flahaut.
| Figure | Blasonnement |
| ------ | --- |
|        | Armes du duc de Morny : D'argent, à trois merlettes de sable, à la bordure componée de Dauphiné et de Napoléon. |

### Stéphanie de Beauharnais
Stéphanie de Beauharnais (28 août 1789 - Versailles ✝ 29 janvier 1860 - Nice), fille adoptive de Napoléon Ier, épouse de Charles II de Bade, princesse française en 1806, grande-duchesse de Bade 1811-1818.
| Figure | Blasonnement |
| ------ | --- |
|        | Armes de la famille Beauharnais : D'argent à la fasce de sable surmontée de trois merlettes du même. |
|        | Armes de la princesse française en 1806 : D'azur à l'aigle impériale d'or, empiétant un foudre du même. |
|        | Armoiries d'alliance de la grande duchesse de Bade, en 1811 : De pourpre à la bande d'or ; 2, de gueules, au lion contourné d'or et celui de Napoléon, d'azur à l'aigle impériale d'or, empiétant un foudre du même. |

### Charles II de Bade
Charles II de Bade (8 juin 1786 - Karlsruhe ✝ 8 décembre 1818 - Rastadt), grand-duc du grand-duché de Bade 1806-1811.
| Figure | Blasonnement                                                                                               |
| ------ | --- |
|        | Armes du grand-duc de Bade, en 1811 : De pourpre à la bande d'or ; 2, de gueules, au lion contourné d'or,. |

## Sources et références

### Source bibliographique principale
- Joseph Valynseele et Hervé Pinoteau (préf. Raoul de Warren), Le sang des Bonaparte, Paris, 1954, 162 p.. .